# KLMオランダ航空
KLMオランダ航空（ケイエルエムオランダこうくう、オランダ語: Koninklijke Luchtvaart Maatschappij、英語: KLM Royal Dutch Airlines）は、オランダにおけるエールフランス-KLM傘下の航空会社で、同国のフラッグ・キャリアである。
略称の KLM のオランダ語での発音は「カーエルエム、カーエレム」に近い。本項では以下、KLMオランダ航空を「KLM」という表記に統一する。ちなみに「KLM」とは、オランダ語の「Koninklijke Luchtvaart Maatschappij（K…コーニンクルッケ・L…ルフトファールト・M…マートスハッペイ、王立航空会社）」の頭文字である。

## 歴史
- 第一次世界大戦後の1919年10月7日、アルベルト・プレスマンがオランダ政府やウィルヘルミナ女王の援助を得て創設した。創設時と同じ名称で営業する世界で最も古い航空会社である[2]。
- 1920年5月17日、ロンドン/クロイドン-アムステルダム間で初就航した[2]。初期にはオランダのフォッカー社の機材が主に使われた。
- 1924年10月1日、大陸間飛行実験を行い、インドネシアのジャカルタに飛行した。
- 1924年、タイの首都バンコクのドンムアン空港に就航した。
- 1929年、オランダの植民地のインドネシア・ジャカルタ線に定期便を就航させた。この路線は、第二次世界大戦以前の世界最長路線となった[3]。

- 1934年には全金属製のダグラス DC-2を導入。
- 1935年7月、1週間で3件の大規模墜落事故を発生させた。7月14日にアムステルダムとブシールで墜落し、7月20日にはサンジャコモで墜落事故が発生した。今でも、1935年7月14日から20日までの週は「ブラックウィーク」として知られている。
- 1936年、ダグラスDC-3を導入。
- 1938年6月、開港したマンチェスター・リングウェイ空港に就航。
- 1939年にKLMの代表を乗せたボーイング307ストラトライナーがデモンストレーション飛行で墜落する事故が発生。
- ダグラスDC-5を民間航空会社で唯一導入。
- 1939年に勃発した第二次世界大戦で、フランス、ドイツ上空の飛行が禁止され、また、軍用機との混同の可能性を抑えるために機体がオレンジ色に塗装された。アムステルダム・スキポール空港がドイツ軍に接収され営業が困難となり、さらに、すべての機材を失った。
- 1945年9月、国内線、近距離ヨーロッパ路線の運航を再開。
- アメリカの援助を得て、1946年、ニューヨークへの定期便を開始した。
- 1940年代後半、ロッキードコンステレーション、ダグラスDC-6、コンベア240を導入。
- 1960年3月、ダグラスDC-8を導入。1966年にはDC-9を導入。
- 1993年にノースウエスト航空と大規模提携を行い、のちにコンチネンタル航空とともにウイングス・アライアンスの結成に動いていた[4]。
- 2004年にフランスのエールフランスと経営統合し[5]、持株会社方式で1つのグループ（エールフランス‐KLM）としてのネットワークを活かしながらそれぞれ独自のサービスとブランドを展開している。

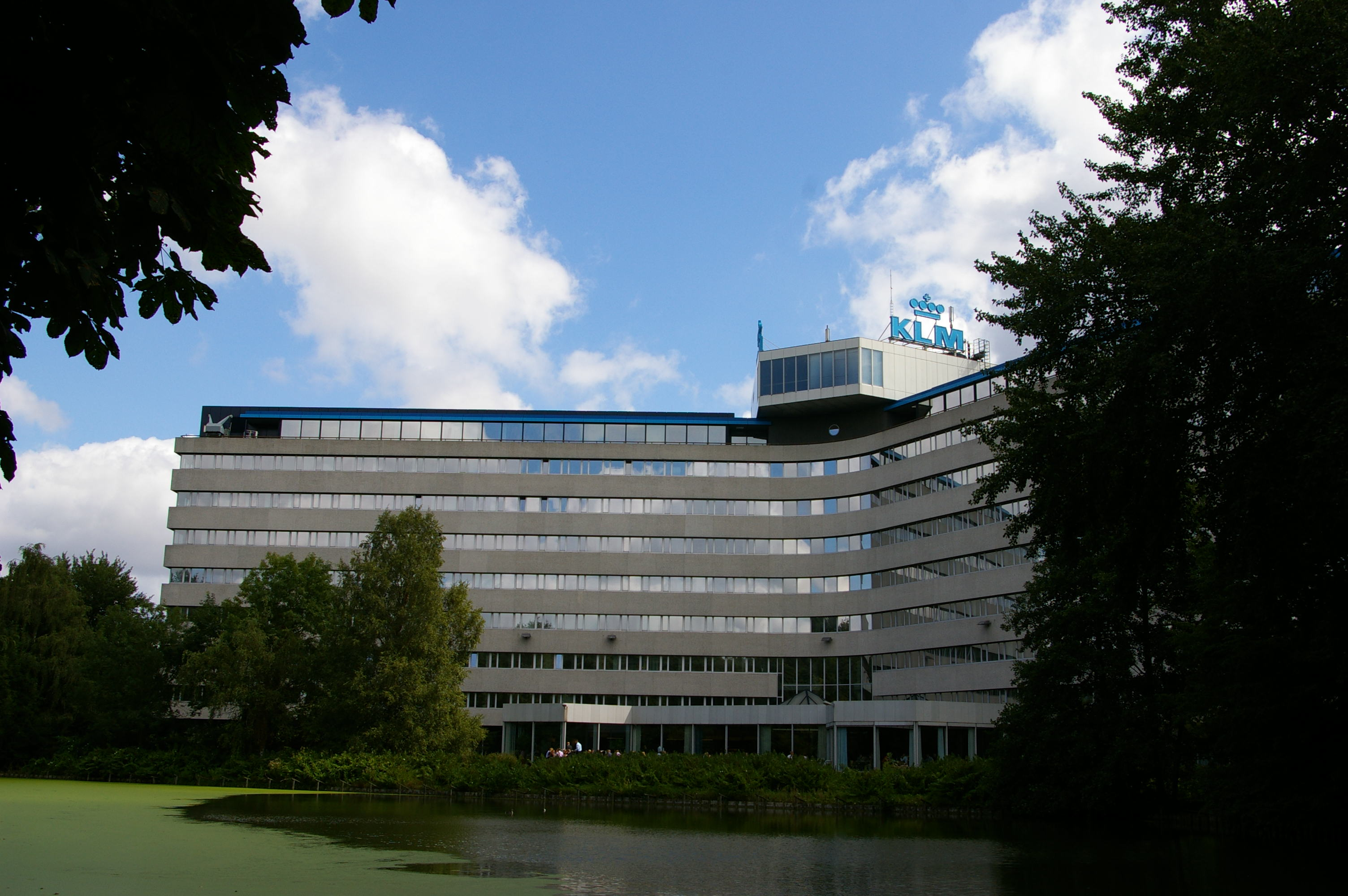
KLMの本部
設立当時のポスター
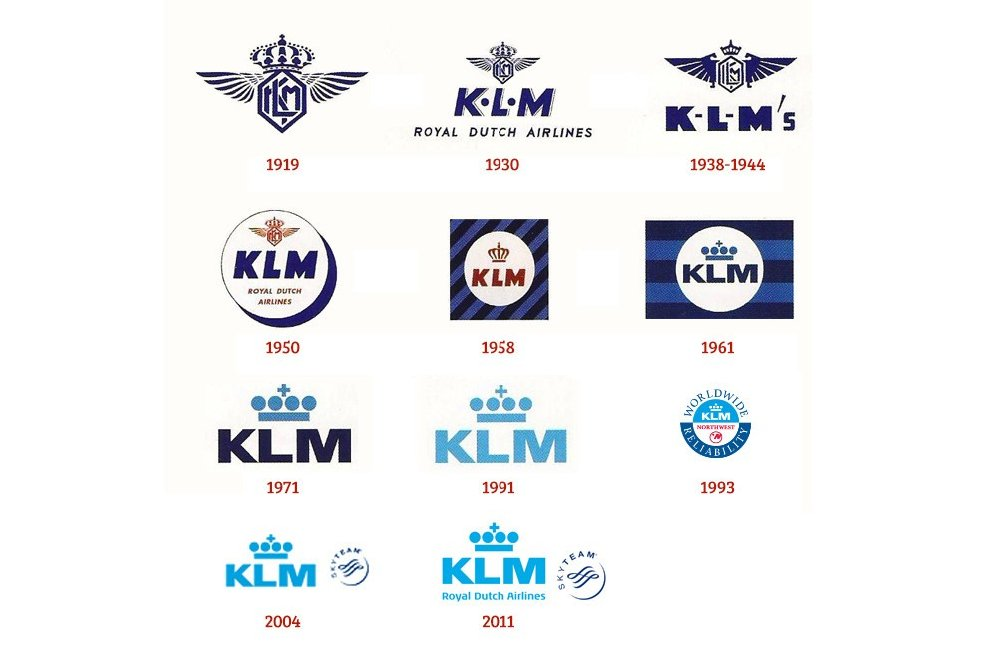
KLMのロゴの歴史
- 1937年に行われた航空機6機によるプロパガンダ飛行
- 1946年5月21日にニューヨークへの最初の定期便が就航したことを報じる映画ニュース
- 1951年に東京便が就航した際の映画レポート

### 現在
経営はエールフランス‐KLMで完全統合されているが、国際航空では国間の航空権益があるため現存させている組織である（エールフランスも同様にエールフランス‐KLM傘下の運航会社である）。日本では成田国際空港と関西国際空港から直行便が運航している。

## 保有機材

### 運航機材
| 機材                 | 運航数 | 発注数 | 座席数 | 座席数 | 座席数 | 座席数 | 座席数 | 備考                                                                                   |
| 機材                 | 運航数 | 発注数 | C      | W      | Y+     | Y      | 計     | 備考                                                                                   |
| -------------------- | ------ | ------ | ------ | ------ | ------ | ------ | ------ | -------------------------------------------------------------------------------------- |
| エアバスA320neo      | -      | 9      | 未定   | 未定   | 未定   | 未定   | 180    | A320は2028年より投入予定 60機のオプション付き 737を置き換え予定                        |
| エアバスA321neo      | 9      | 24     | 30     | -      | 6      | 191    | 227    | A320は2028年より投入予定 60機のオプション付き 737を置き換え予定                        |
| エアバスA330-200     | 6      | -      | 18     | -      | 36     | 214    | 268    | A350に置き換え予定                                                                     |
| エアバスA330-300     | 5      | -      | 30     | -      | 40     | 222    | 292    | A350に置き換え予定                                                                     |
| エアバスA350-900     | -      | 19     | 34     | 26     | 33     | 238    | 331    | オプション40機付き グループ内で機材の割り当てを柔軟に変更 A330,777-200ERを置き換え予定 |
| エアバスA350-1000    | -      | 3      | 34     | 28     | 32     | 297    | 391    | オプション40機付き グループ内で機材の割り当てを柔軟に変更 A330,777-200ERを置き換え予定 |
| ボーイング737-700    | 6      | -      | 30     | -      | 6      | 106    | 142    | A320neoファミリーに置き換え予定                                                        |
| ボーイング737-800    | 31     | -      | 30     | -      | 6      | 150    | 186    | A320neoファミリーに置き換え予定                                                        |
| ボーイング737-900    | 5      | -      | 30     | -      | 30     | 132    | 188    | A320neoファミリーに置き換え予定                                                        |
| ボーイング777-200ER  | 15     | -      | 35     | 24     | 54     | 175    | 288    | A350に置き換え予定                                                                     |
| ボーイング777-300ER  | 16     | -      | 35     | 24     | 56     | 266    | 381    |                                                                                        |
| ボーイング787-9      | 13     | -      | 30     | 21     | 48     | 176    | 275    |                                                                                        |
| ボーイング787-10     | 12     | 3      | 38     | 28     | 39     | 213    | 318    |                                                                                        |
| KLMシティホッパー    |        |        |        |        |        |        |        |                                                                                        |
| エンブラエル E175    | 17     | -      | 20     | -      | 8      | 60     | 88     |                                                                                        |
| エンブラエル E190    | 27     | 1      | 20     | -      | 8      | 72     | 100    |                                                                                        |
| エンブラエル E195-E2 | 23     | 2      | 20     | -      | 8      | 104    | 132    | 10機のオプション付き                                                                   |
| KLMカーゴ            |        |        |        |        |        |        |        |                                                                                        |
| エアバスA350F        | -      | 4      | 貨物   | 貨物   | 貨物   | 貨物   | 貨物   | マーティンエアによる運航予定 747-400Fを置き換え予定                                    |
| ボーイング747-400ERF | 3      | -      | 貨物   | 貨物   | 貨物   | 貨物   | 貨物   | マーティンエアによる運航 A350Fに置きかえ予定                                           |
| 計                   | 188    | 65     |        |        |        |        |        |                                                                                        |

KLMが発注したボーイング社製航空機の顧客番号（カスタマーコード）は06及びK2で、航空機の形式名は737-8K2、747-206、747-406、777-206ERなどとなる。
また、B747-400は2013年からビジネスクラスにフルフラットシートを更新導入しているが、順次退役・売却も計画されており、この代替を目的にエールフランスと共同でB787-9を25機確定発注(+オプション25機)、またA350-900を25機確定発注(オプション35機)の計110機を発注した。
2014年12月に重整備を受けたB737-800の2機（PH-BXW、PH-BXZ）から、現行の塗装を一部流線型とした新塗装となり、保有機材を含めて今後は順次施工していく。2015年以降導入のB777-300ERとB787-9は最初から新塗装での納入となる。
さらに、オランダのデルフト工科大学と協同で未来の航空機「Flying-V」の開発に取り組んでいる。

### ギャラリー

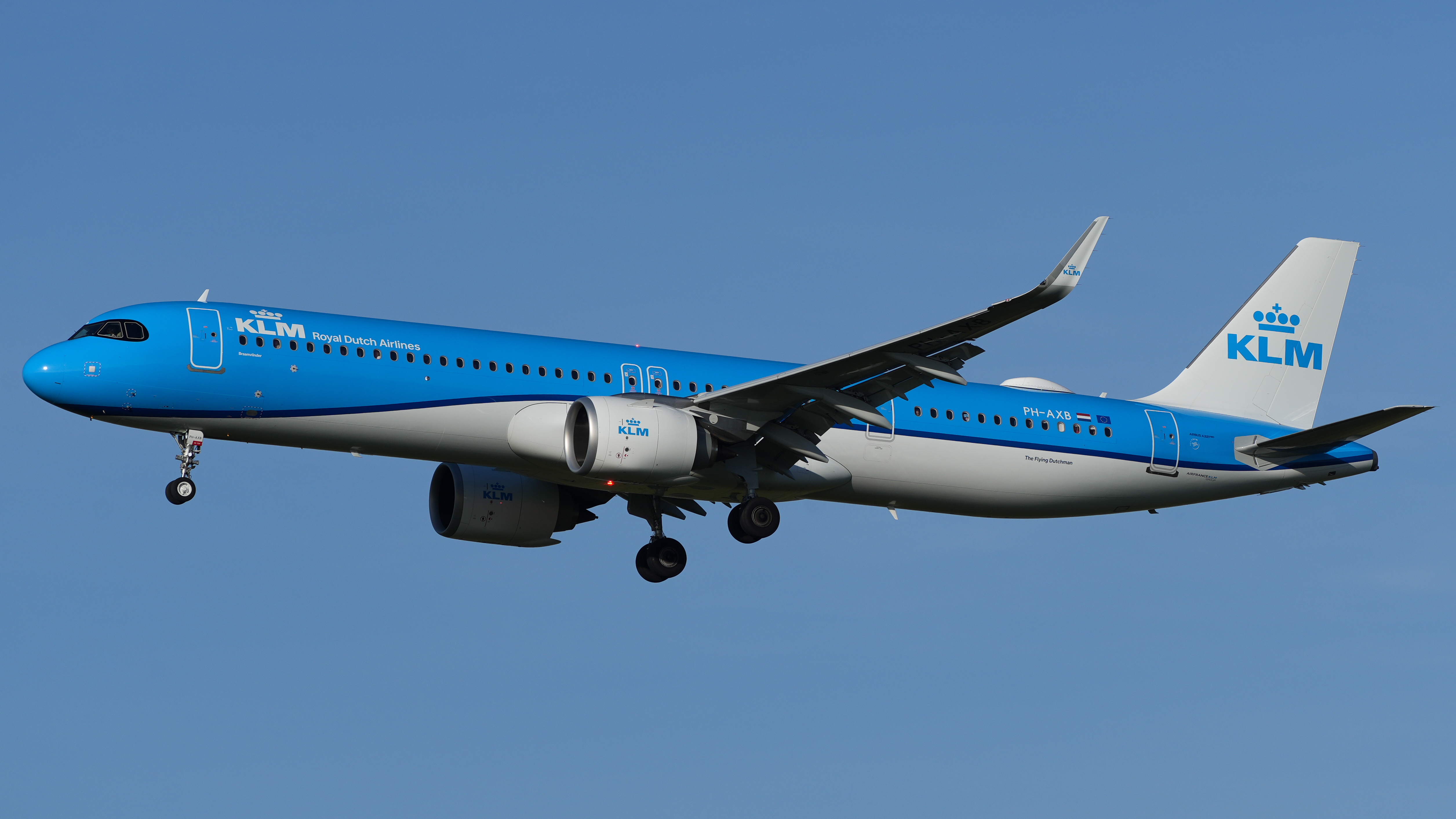
エアバスA321neo
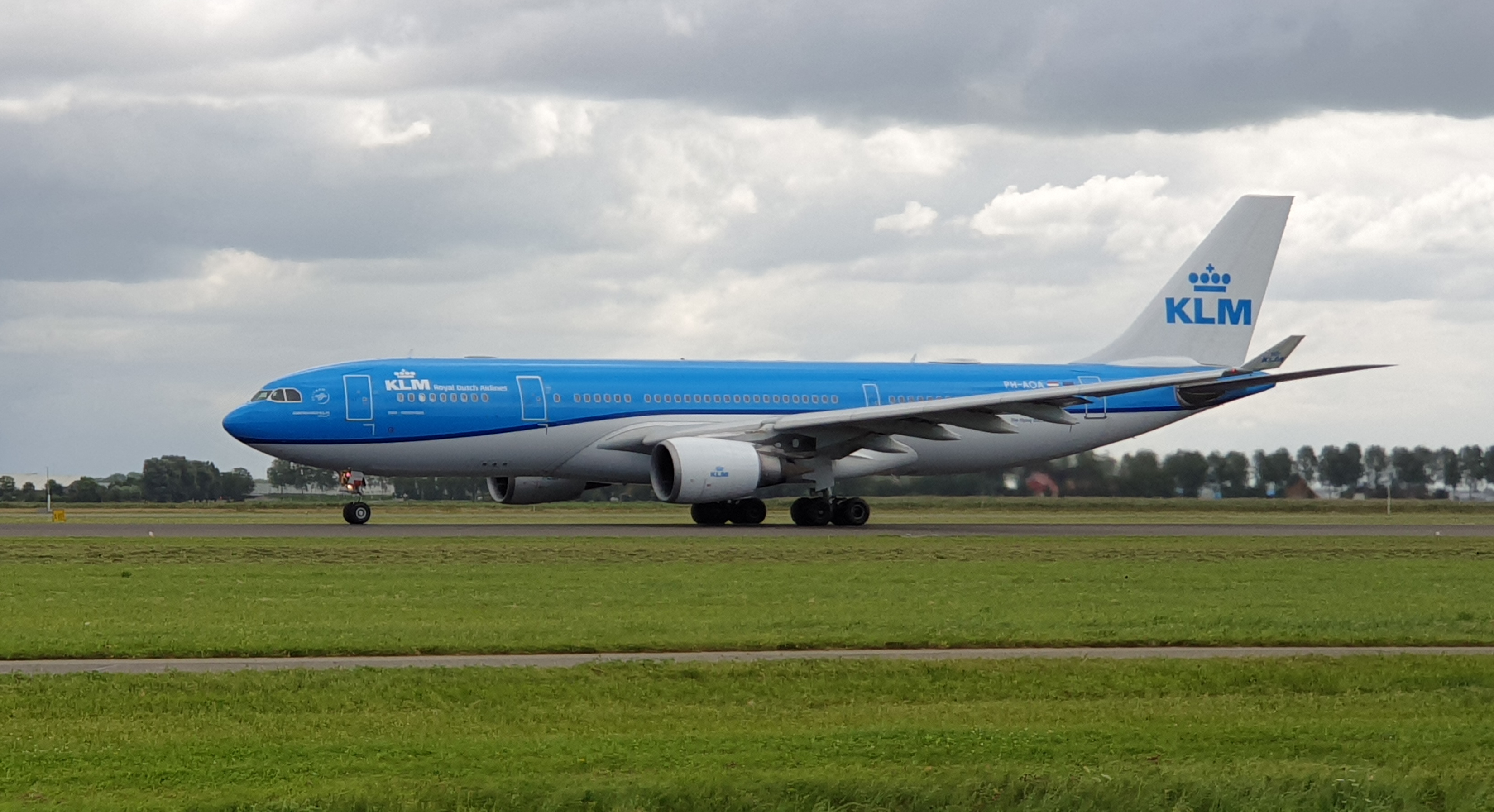
エアバスA330-200
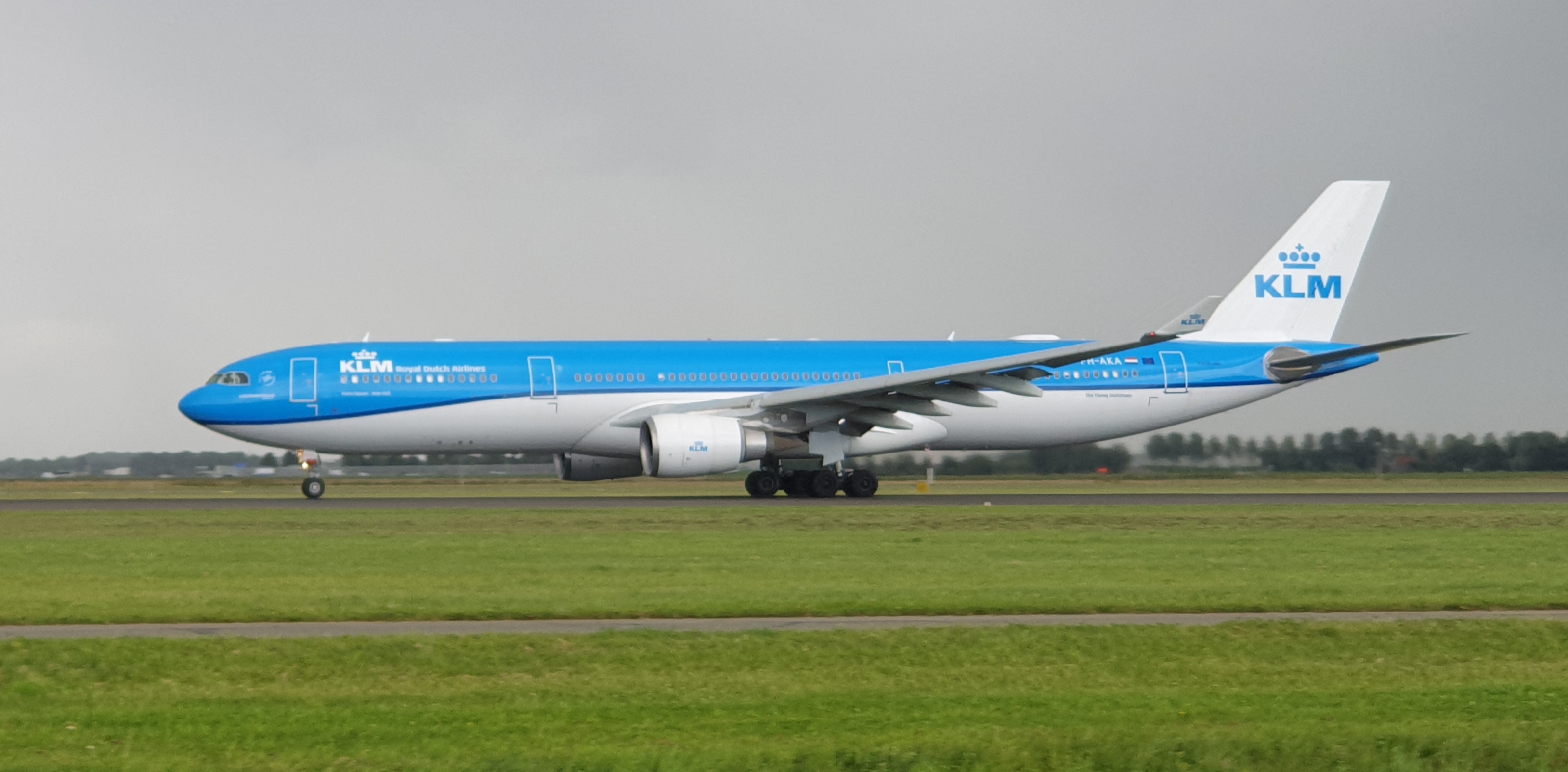
エアバスA330-300
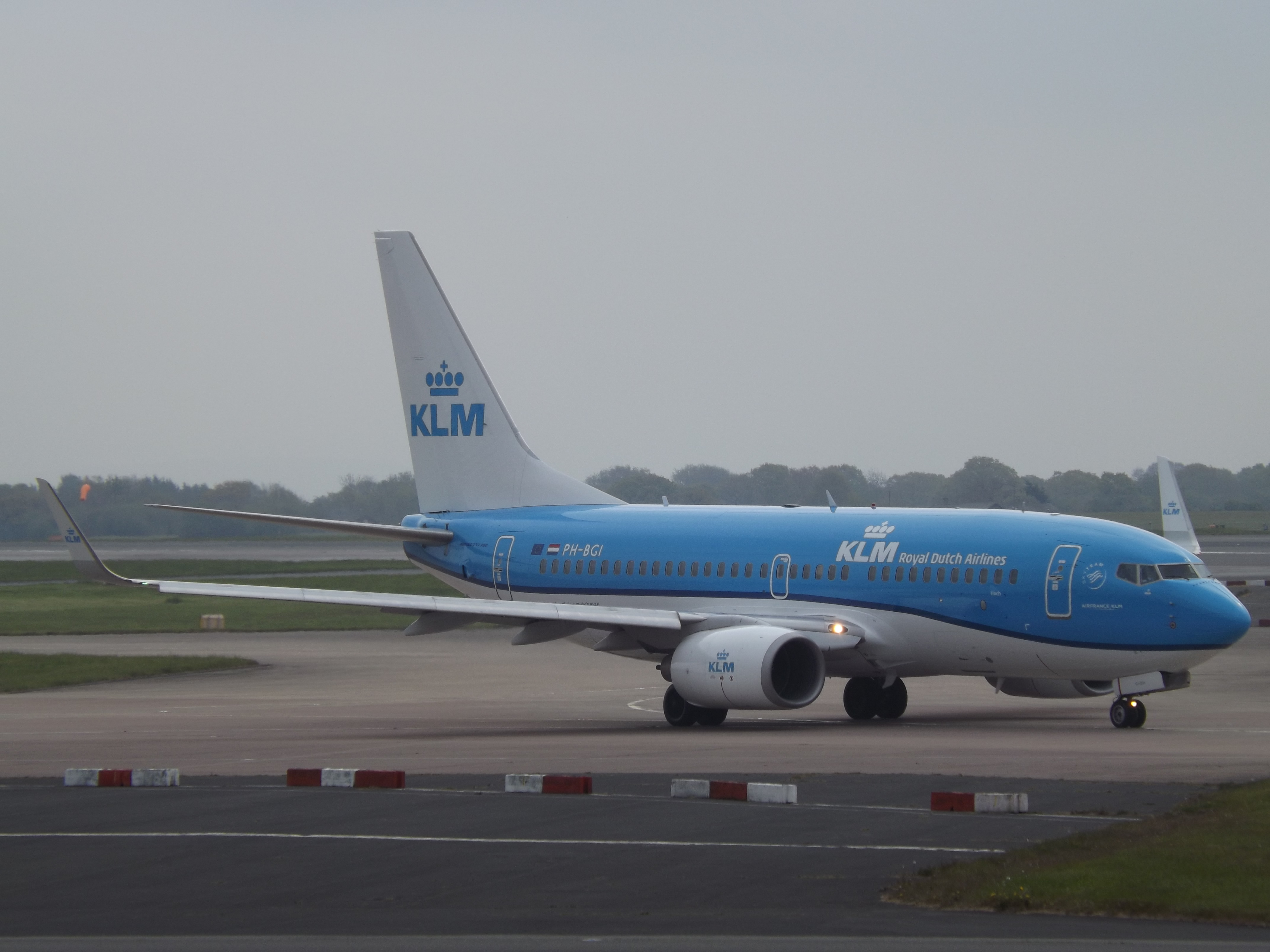
ボーイング737-700
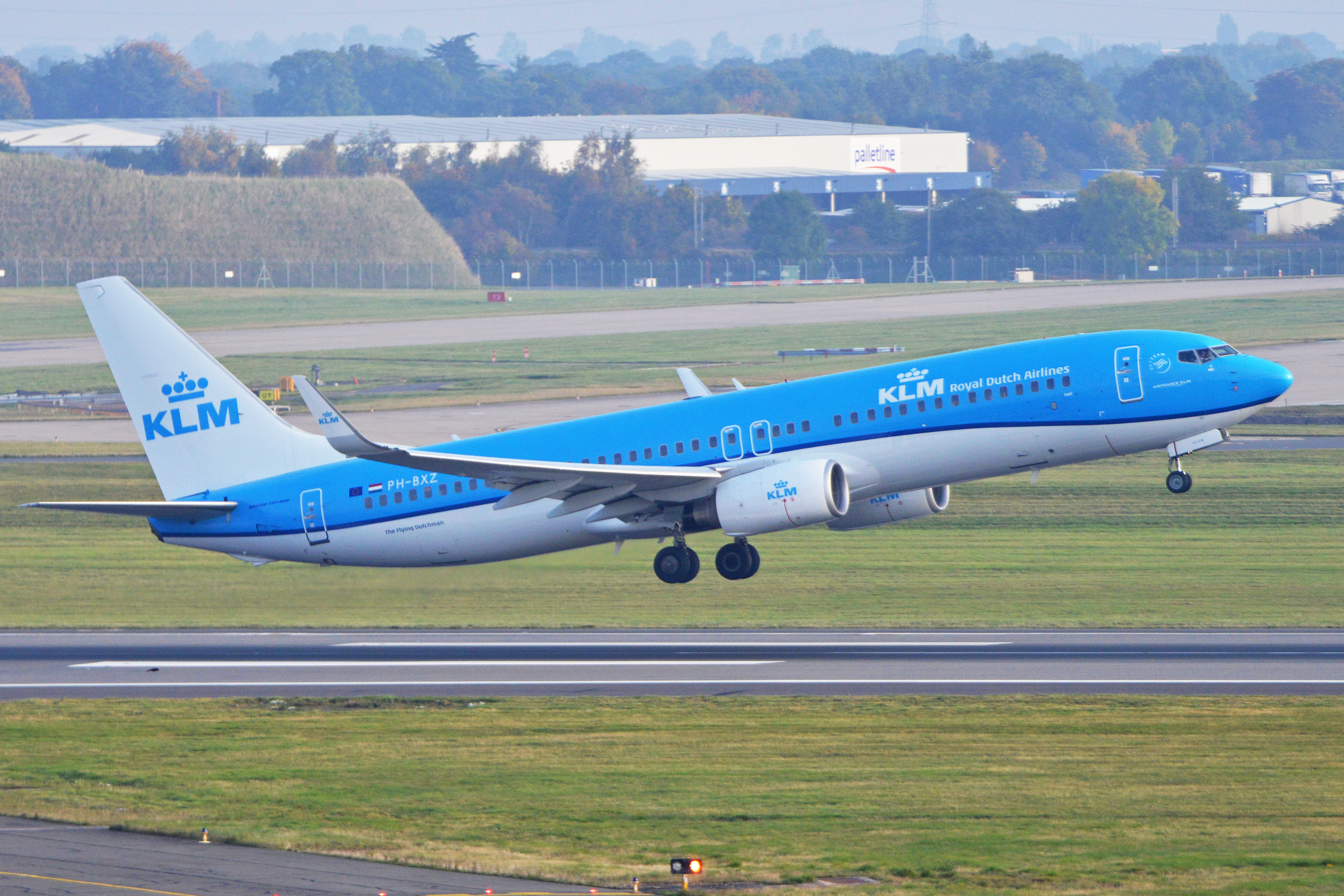
ボーイング737-800
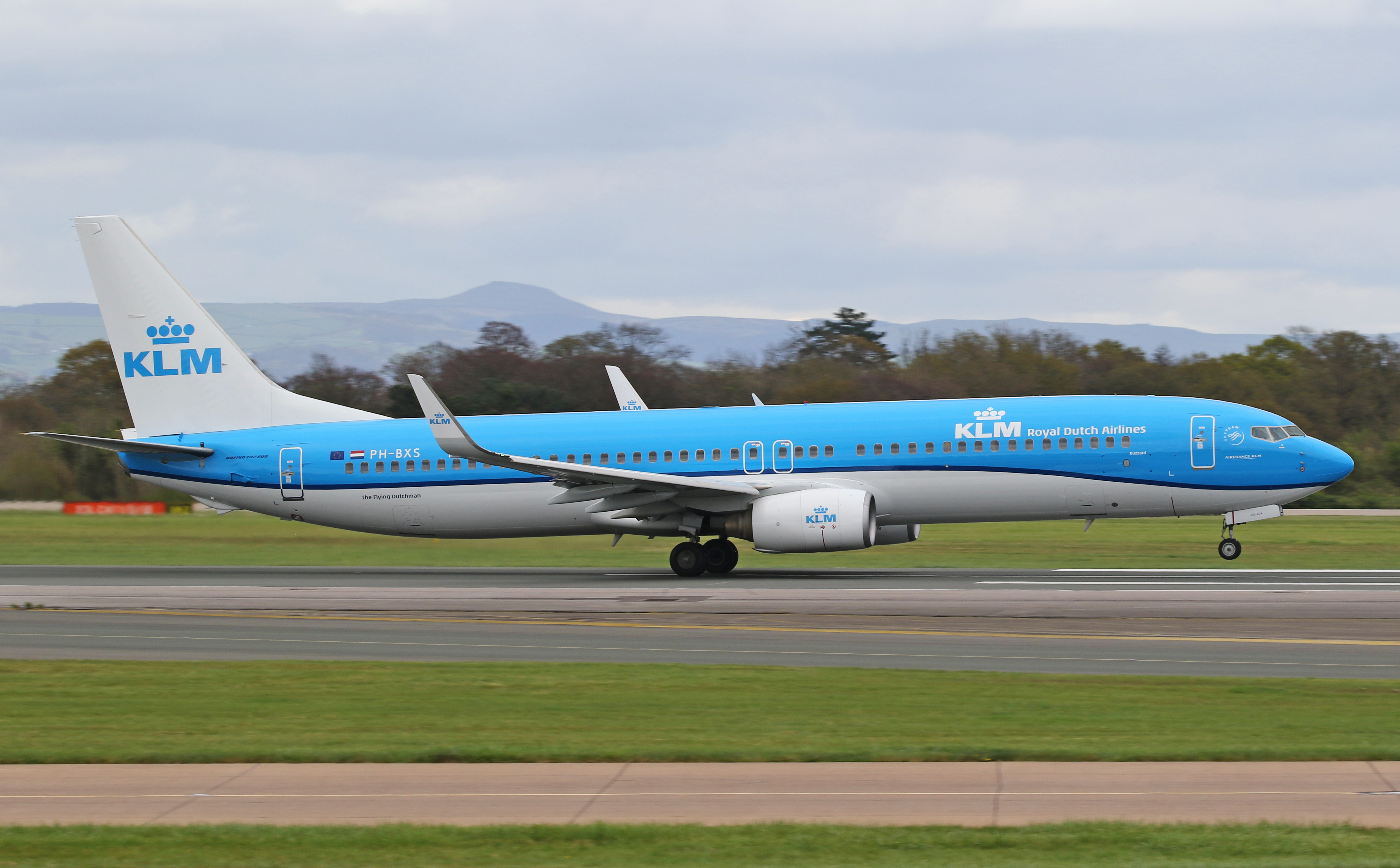
ボーイング737-900
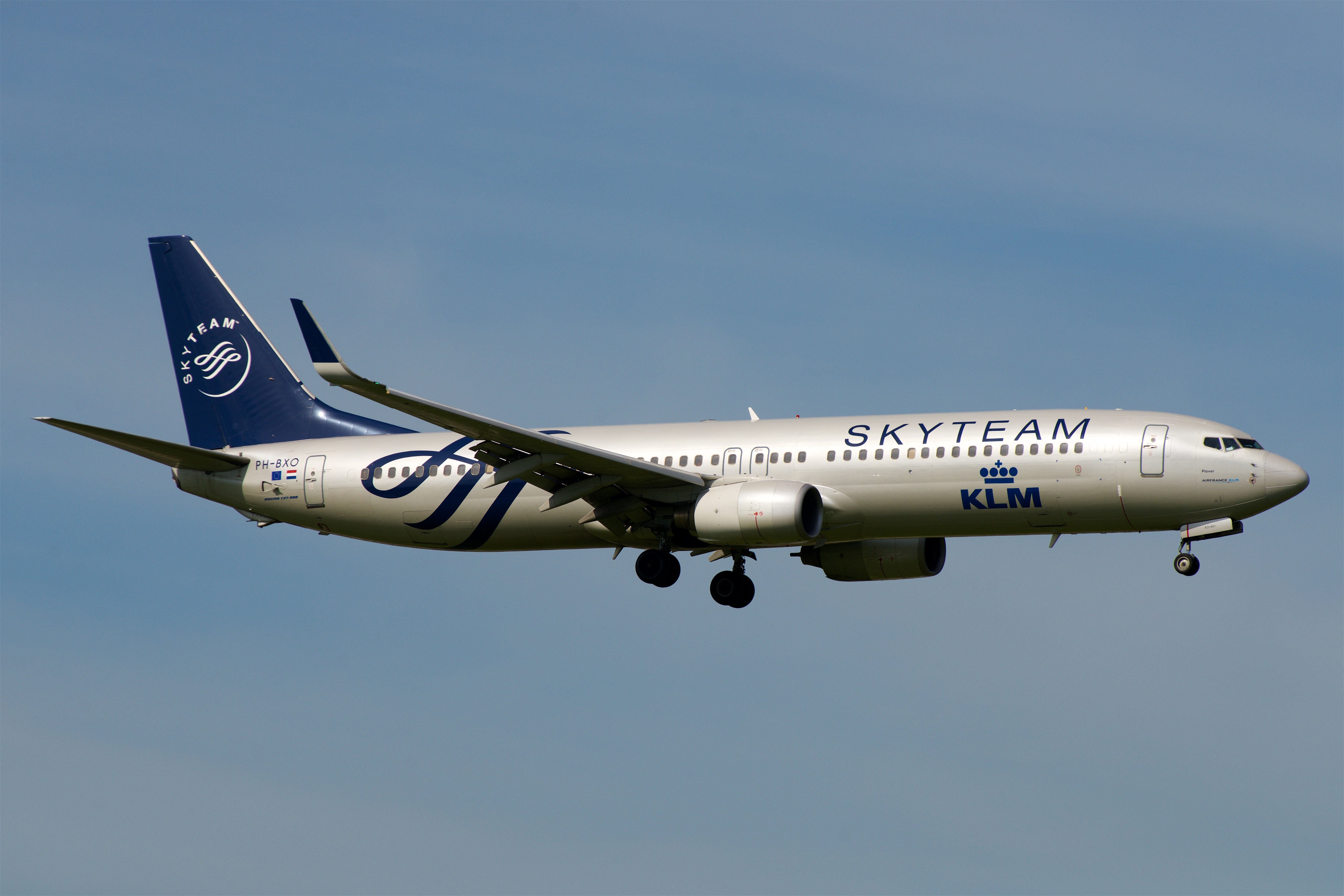
ボーイング737-900（スカイチーム塗装）
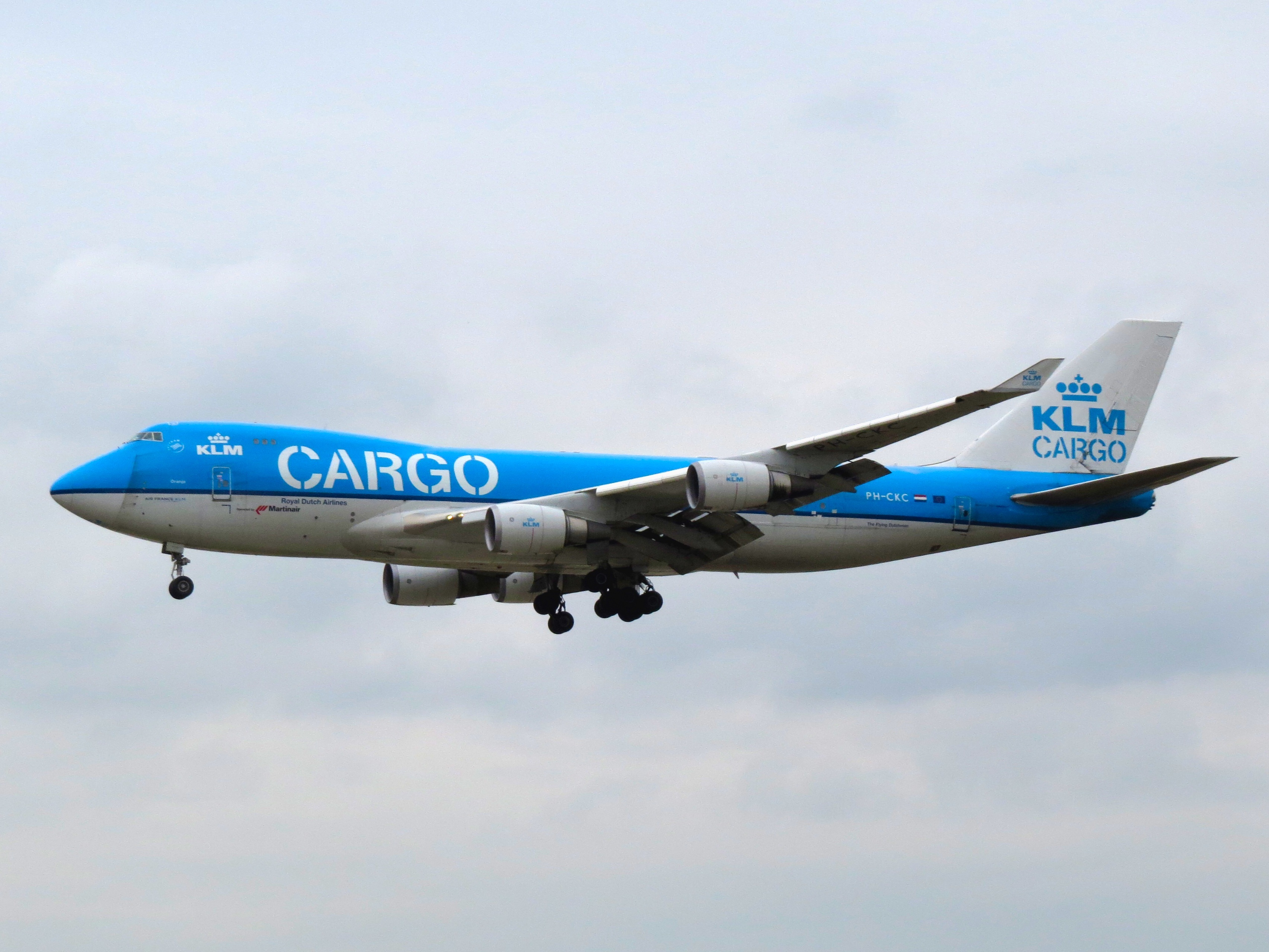
ボーイング747-400ERF
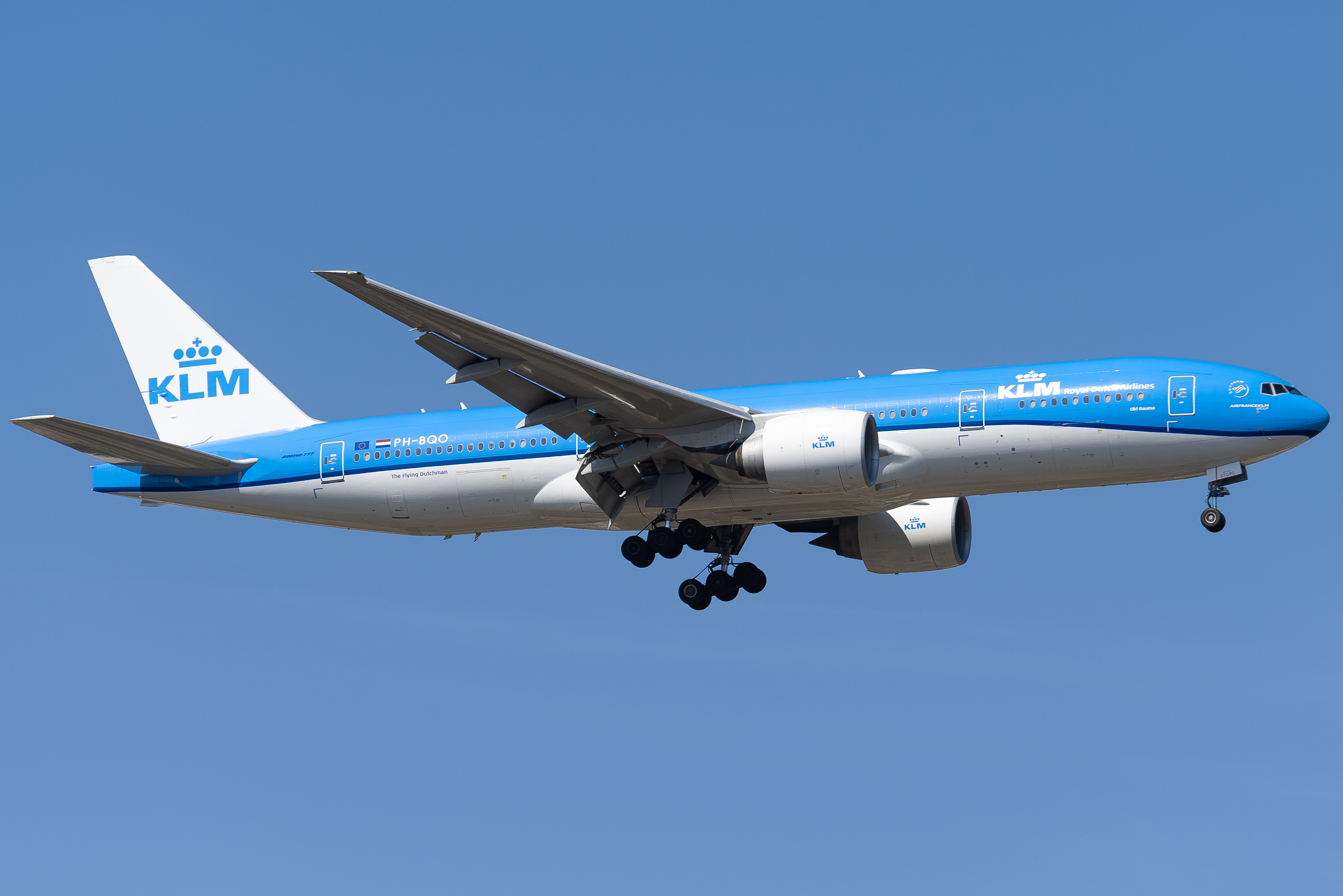
ボーイング777-200ER
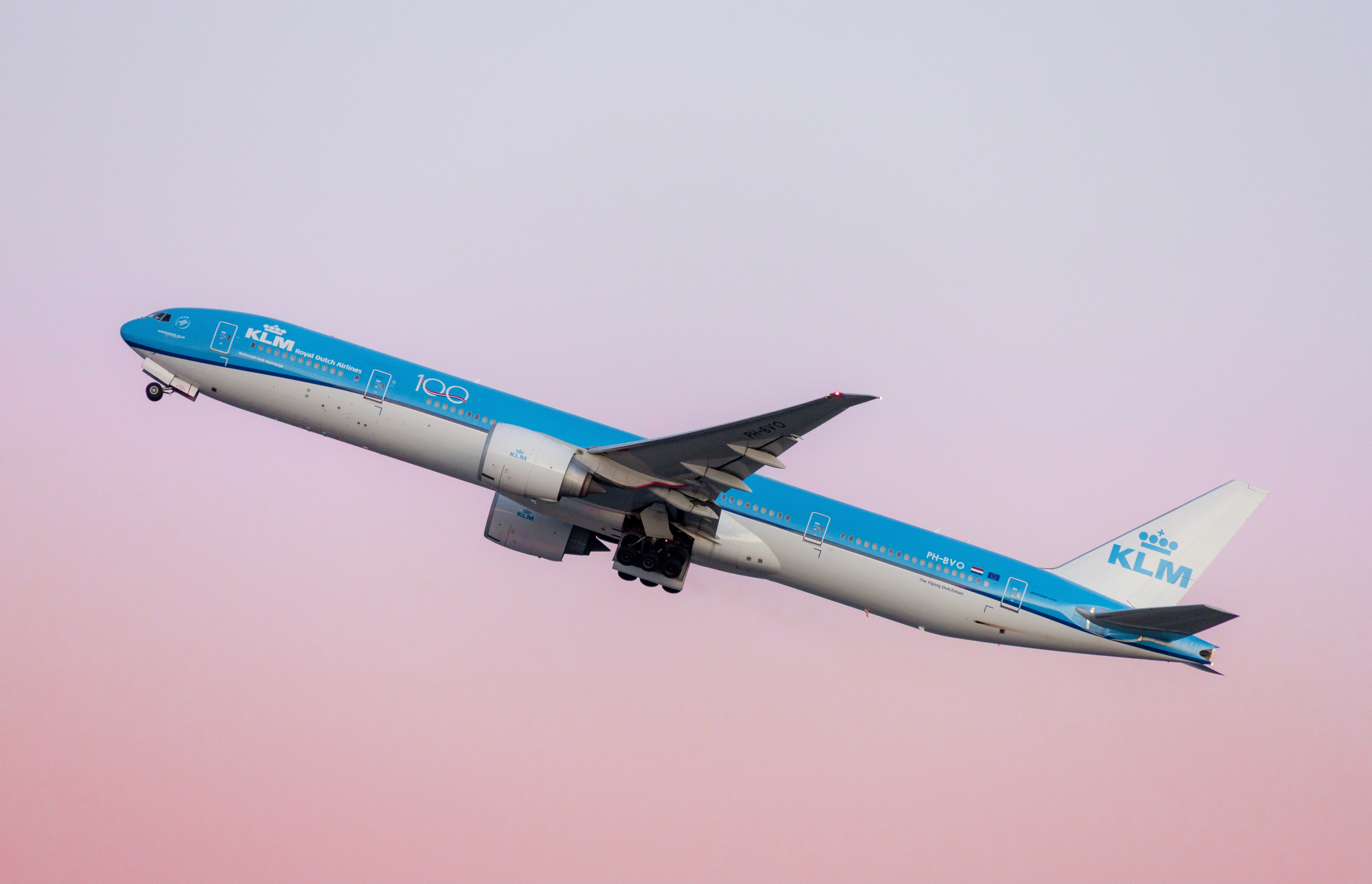
ボーイング777-300ER
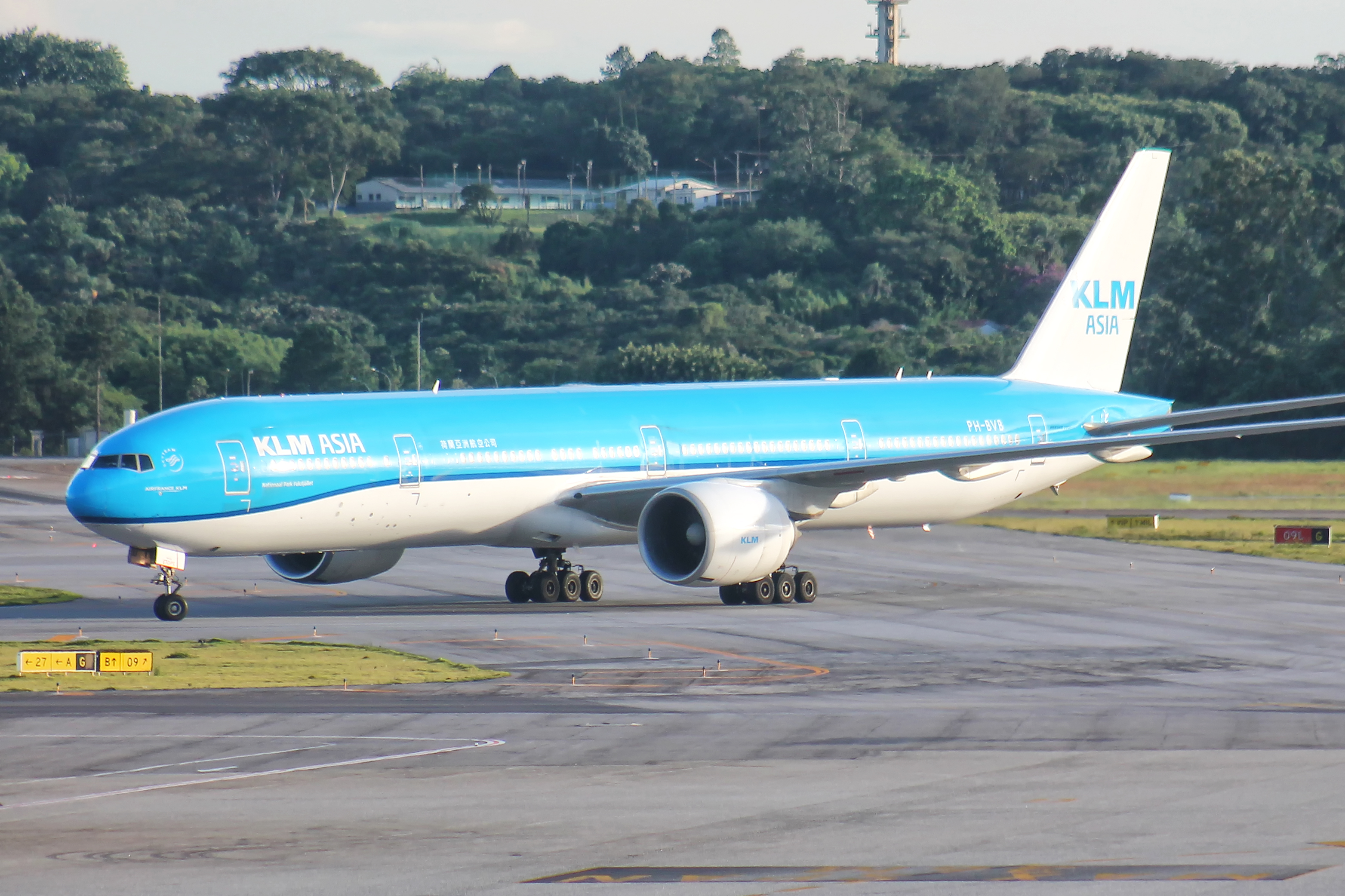
ボーイング777-300ER（KLMアジア）
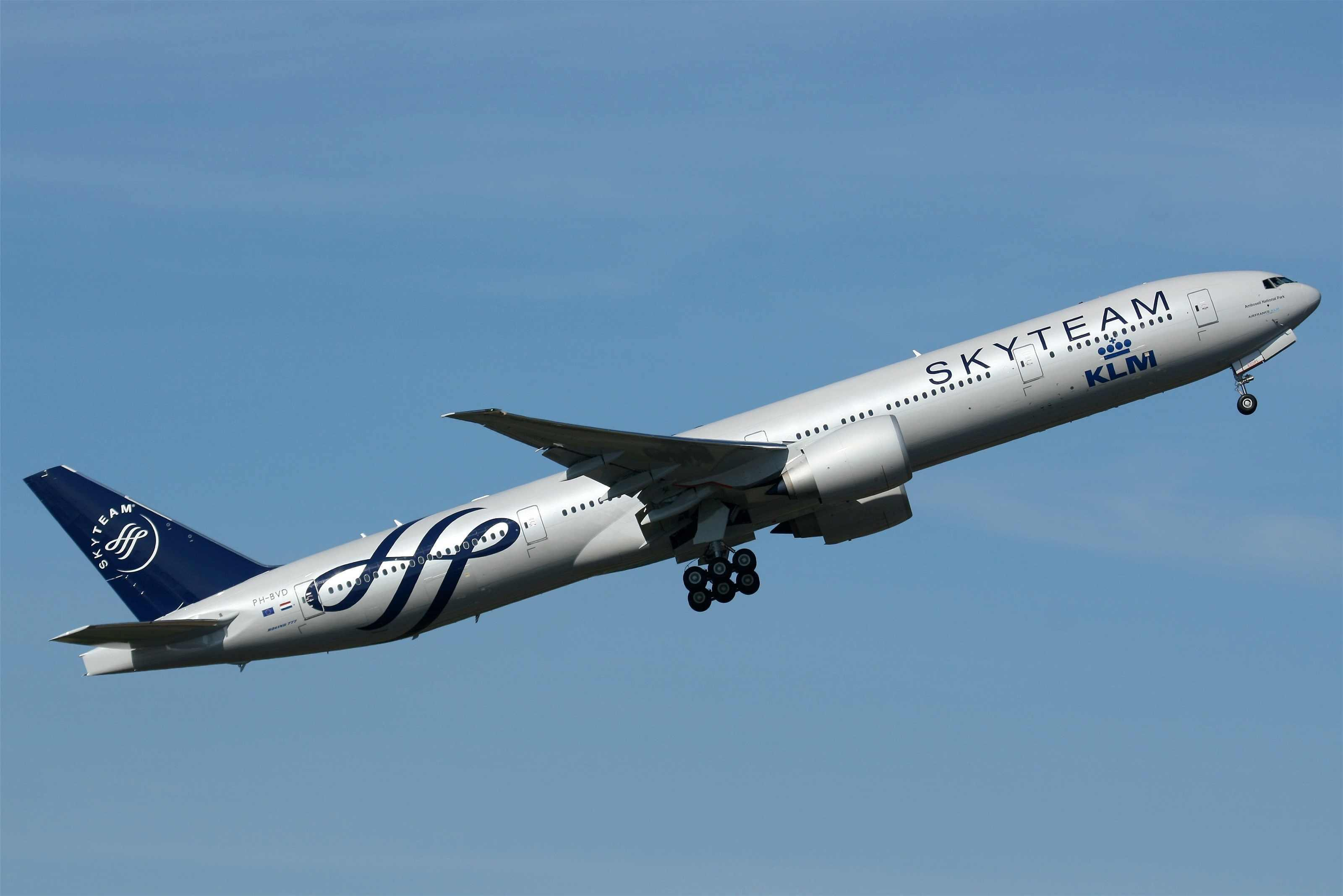
ボーイング777-300ER（スカイチーム塗装）
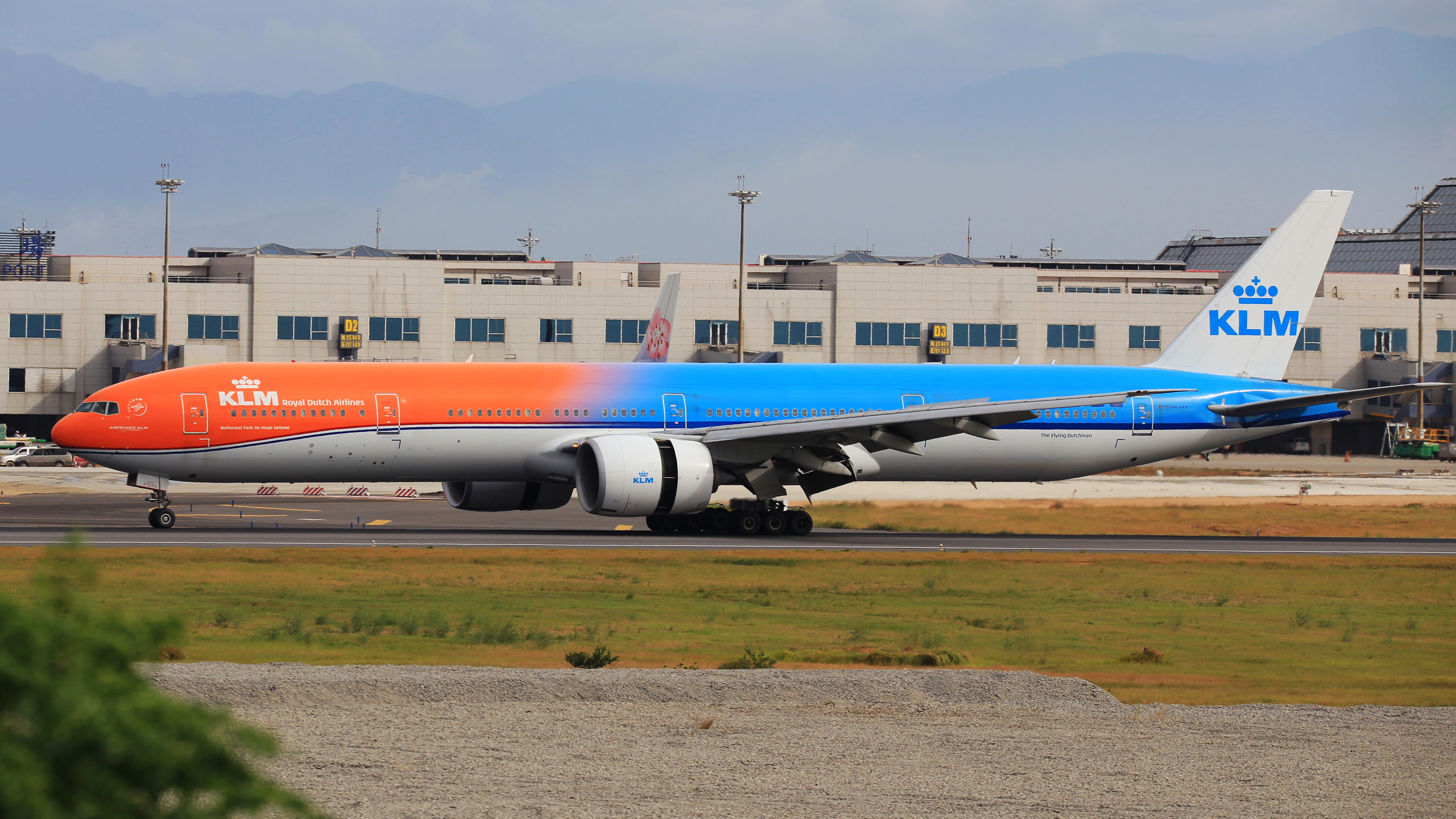
ボーイング777-300ER（Orange Pride特別塗装）
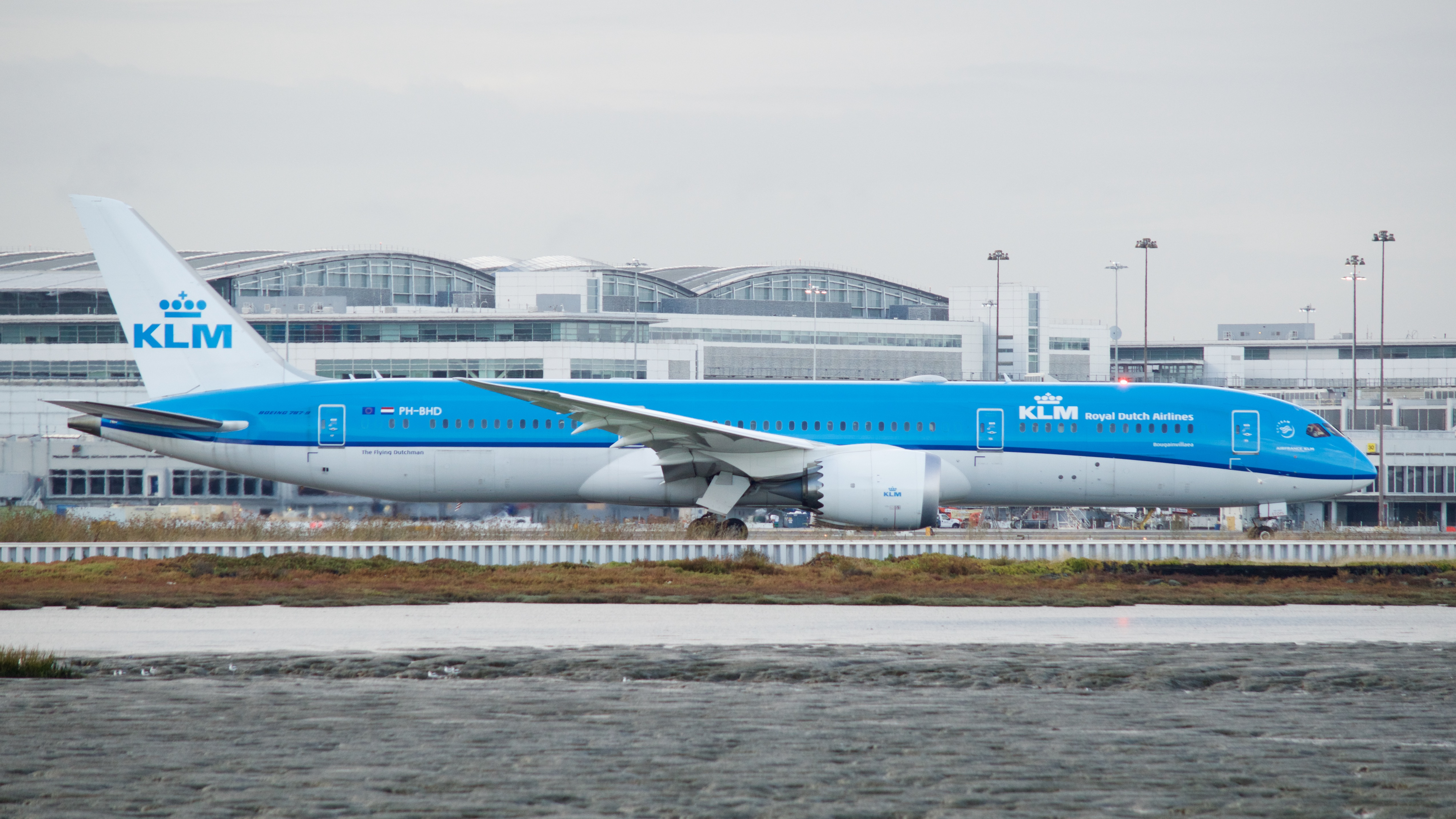
ボーイング787-9
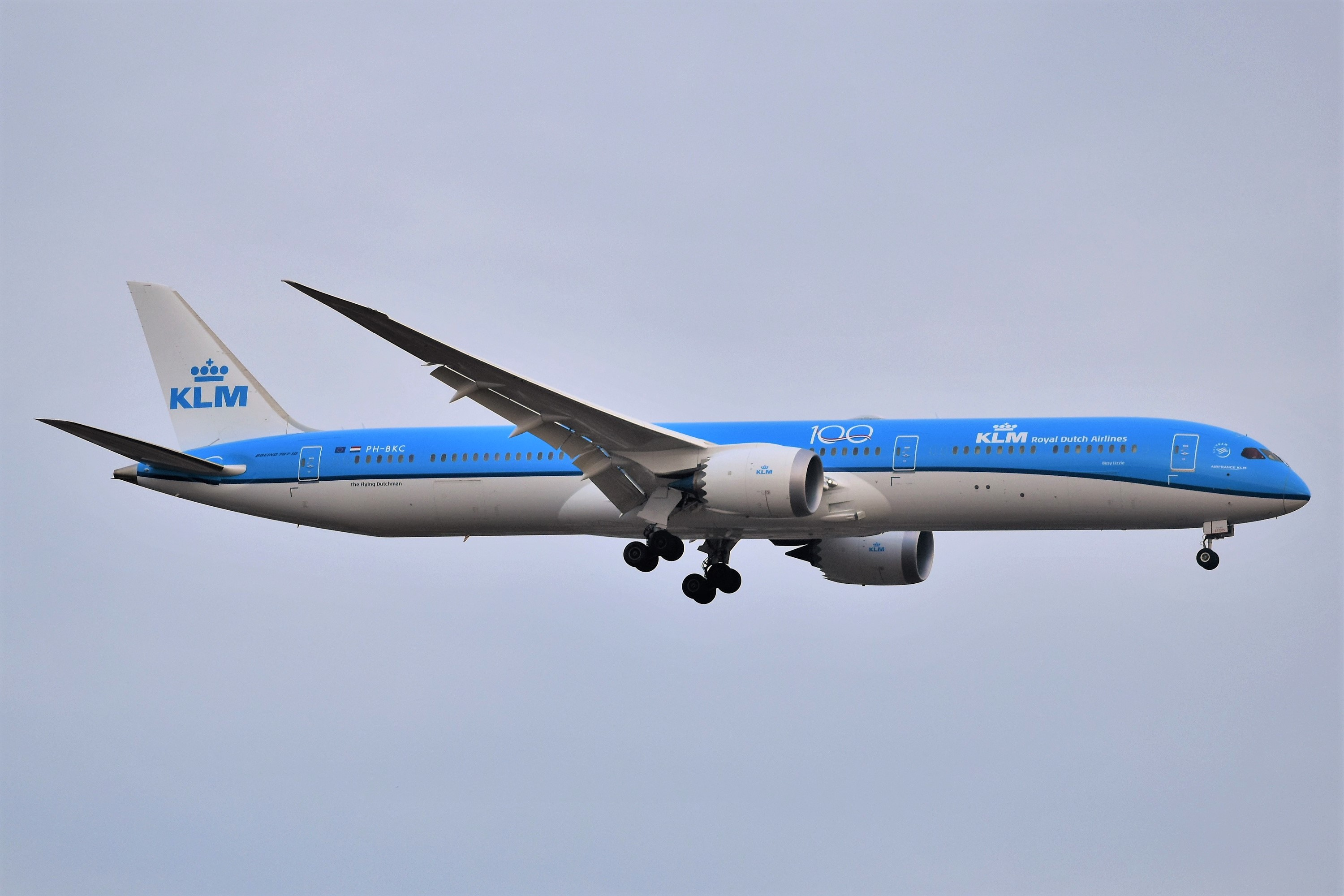
ボーイング787-10
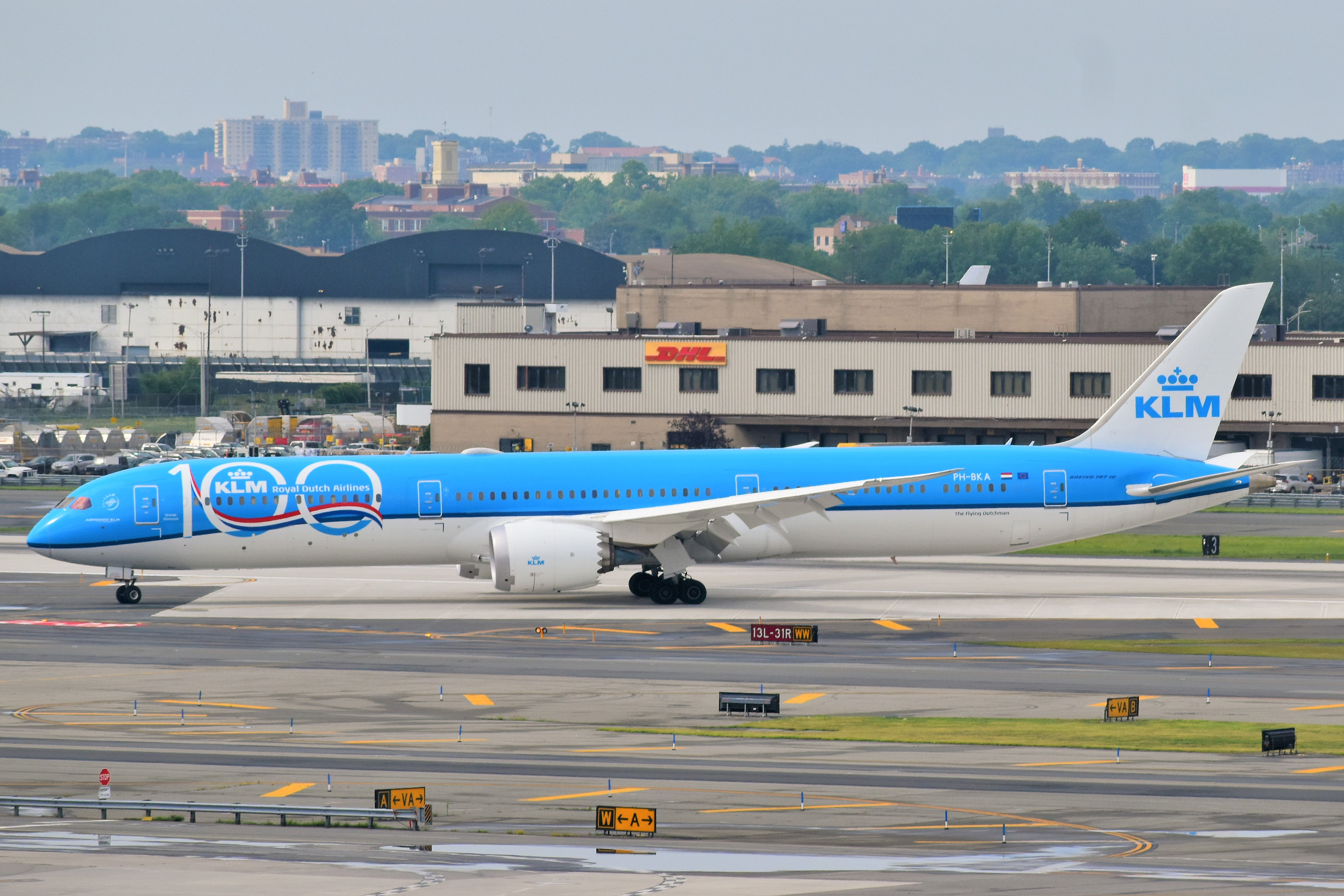
ボーイング787-10（100周年記念塗装）

### 退役済機材
- エアバスA310‐200
- ボーイング737-200
- ボーイング737-300/-400
- ボーイング747-100/-200/-200M
- ボーイング747-300/-300M
- ボーイング747-400/-400M[22]
- ボーイング767-300ER
- ダグラスDC-2
- ダグラスDC-3
- ダグラスDC-4-1009
- ダグラスDC-5
- ダグラスDC-6
- ダグラスDC-7
- ダグラスDC-8-30/-50/-63
- フォッカーF.VII
- マクドネル・ダグラスDC-9-30/-30C
- マクドネル・ダグラスDC-10
- マクドネル・ダグラスMD-11（2016年11月11日に退役。KLMはMD-11の旅客型を世界で最後まで運航していた航空会社であり、この退役を機にMD-11の旅客型は運航されなくなり、貨物型のみの機種となった[23]。）

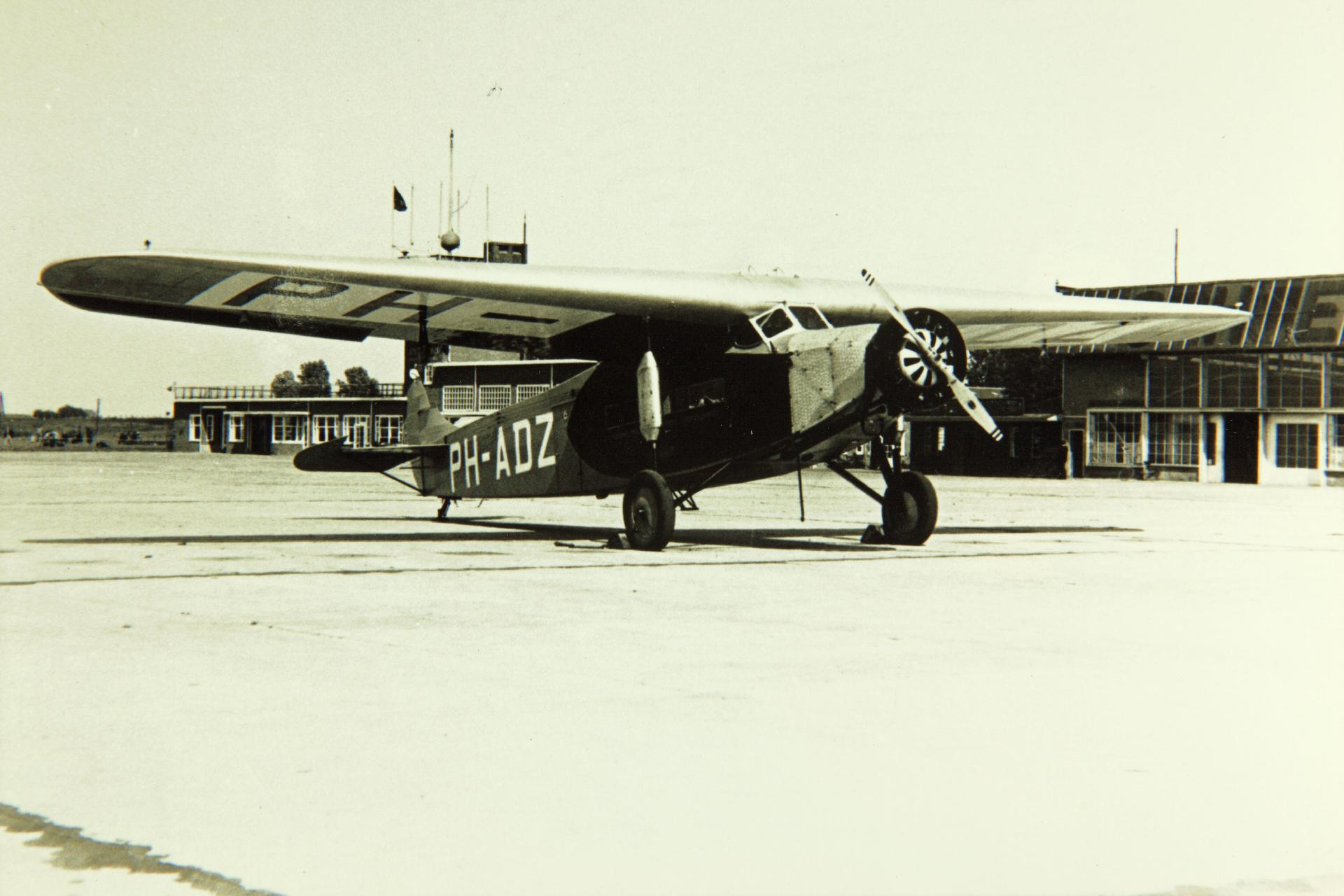
フォッカーF.VII
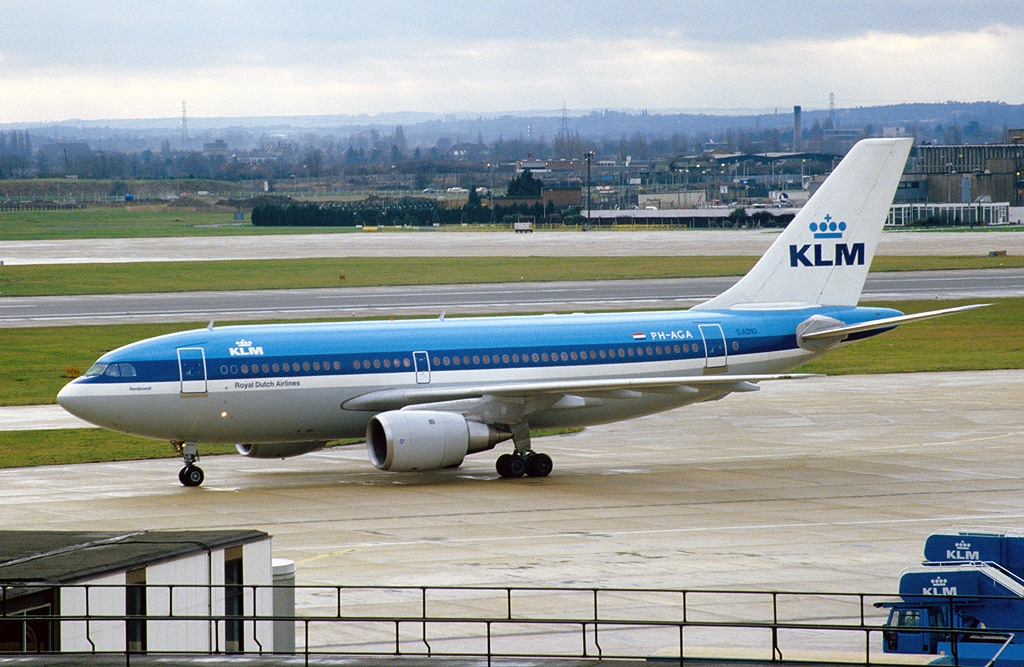
エアバスA310-200
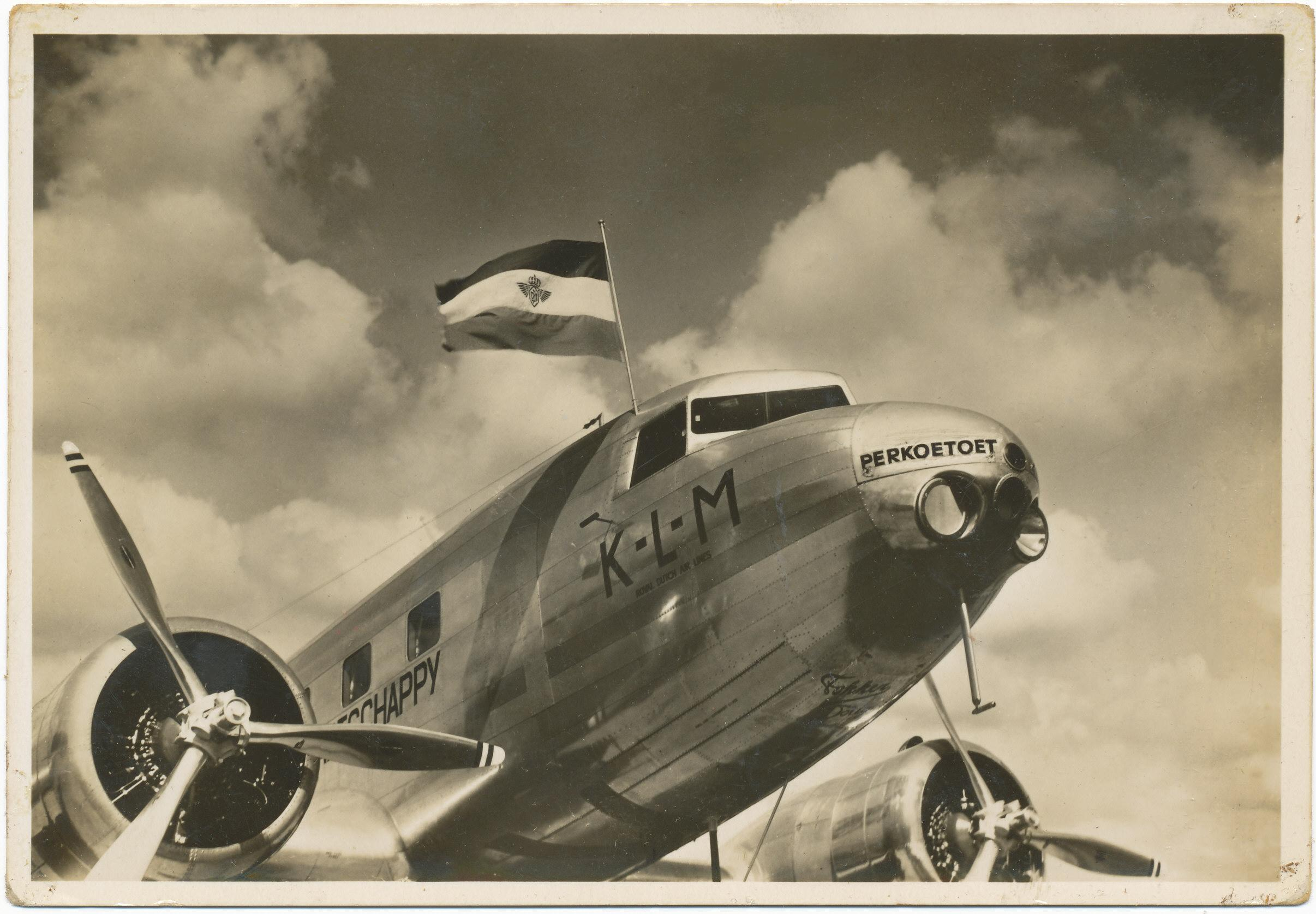
ダグラスDC-2
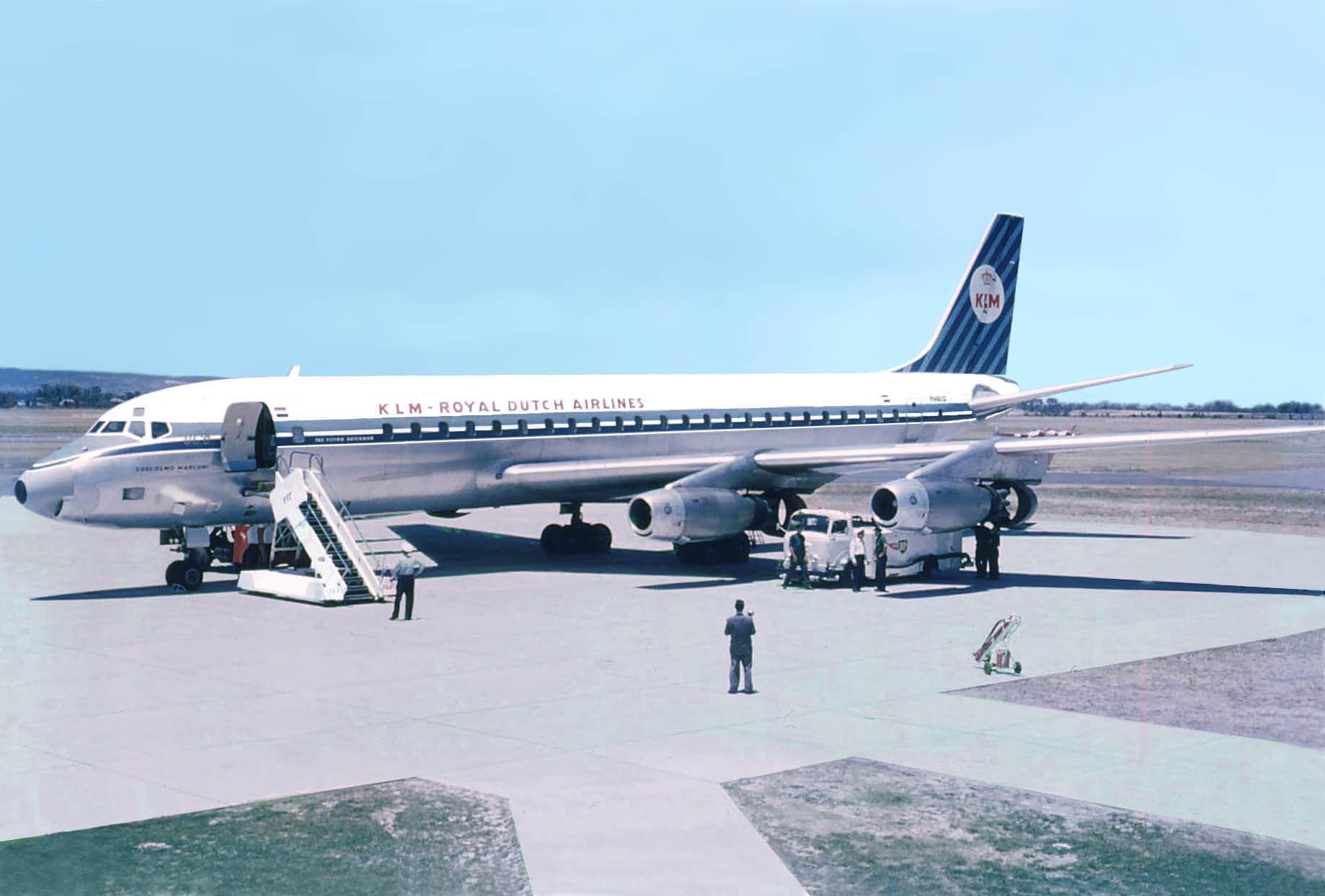
ダグラスDC-8-30
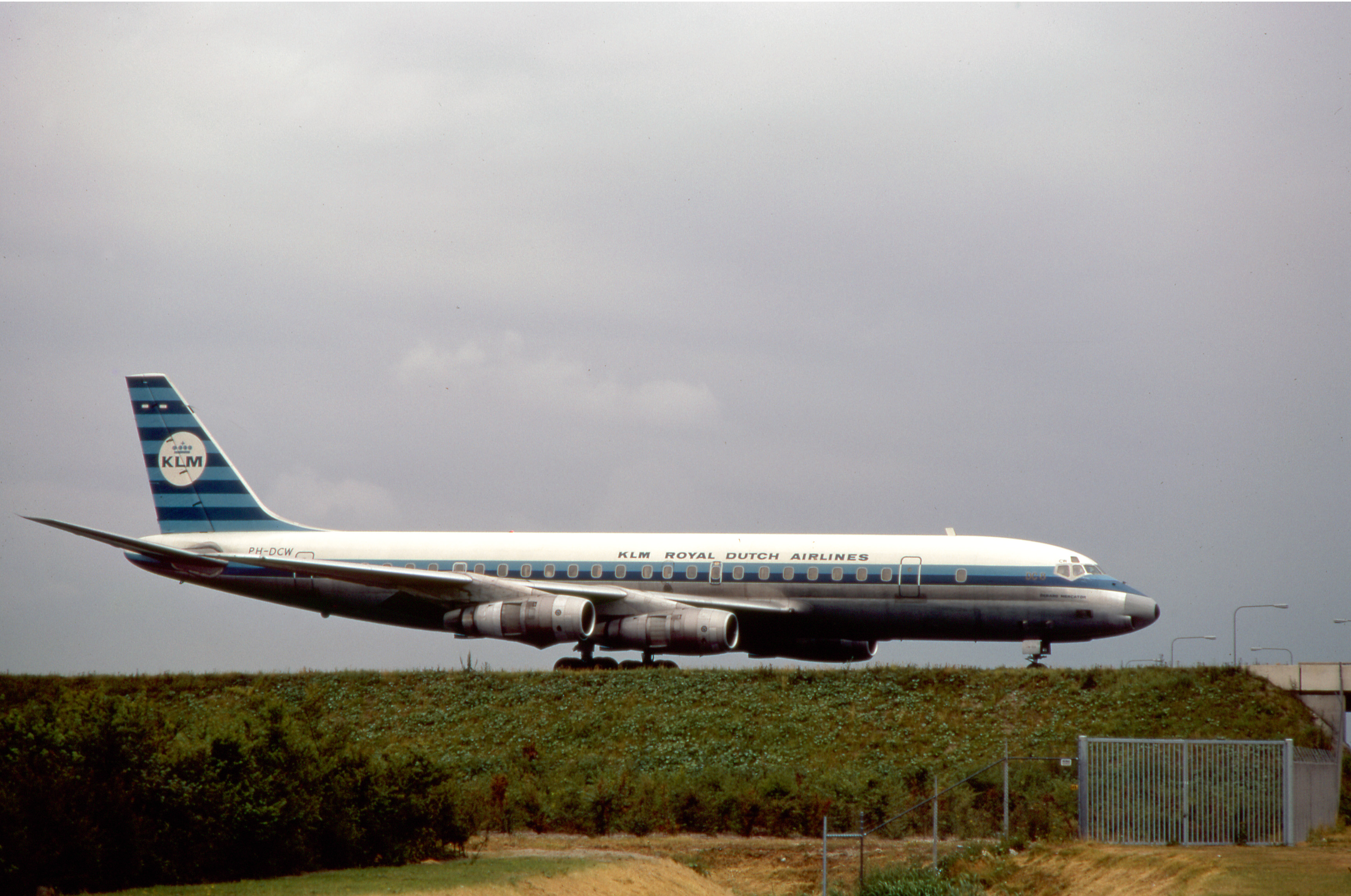
ダグラスDC-8-50
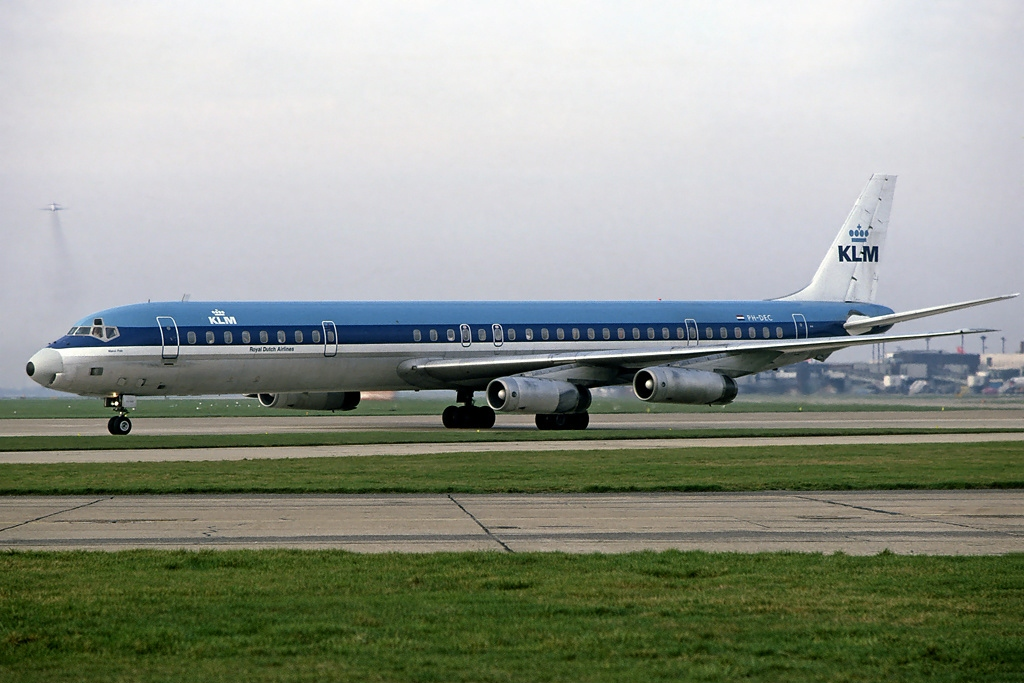
ダグラスDC-8-63
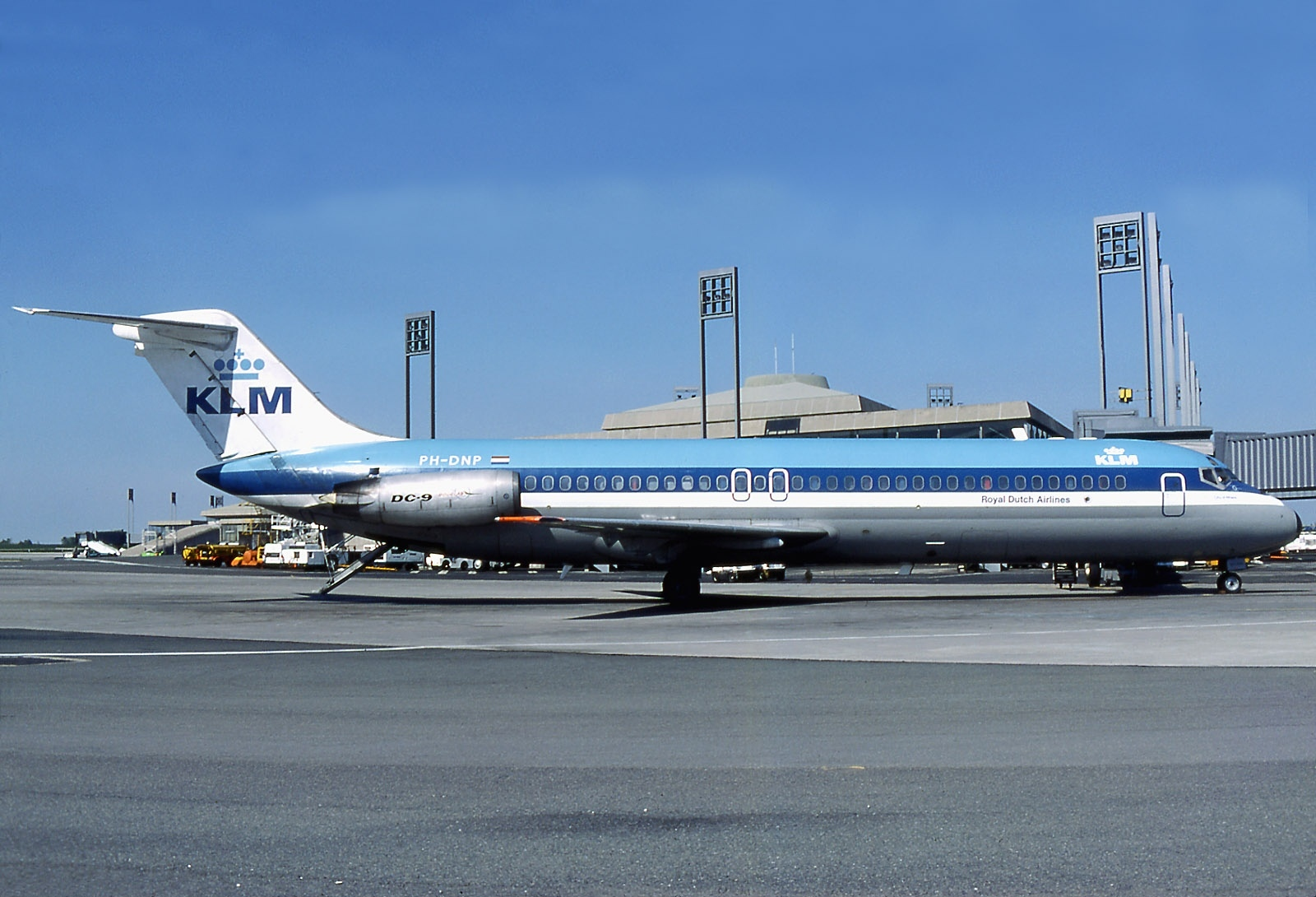
マクドネル・ダグラスDC-9-30
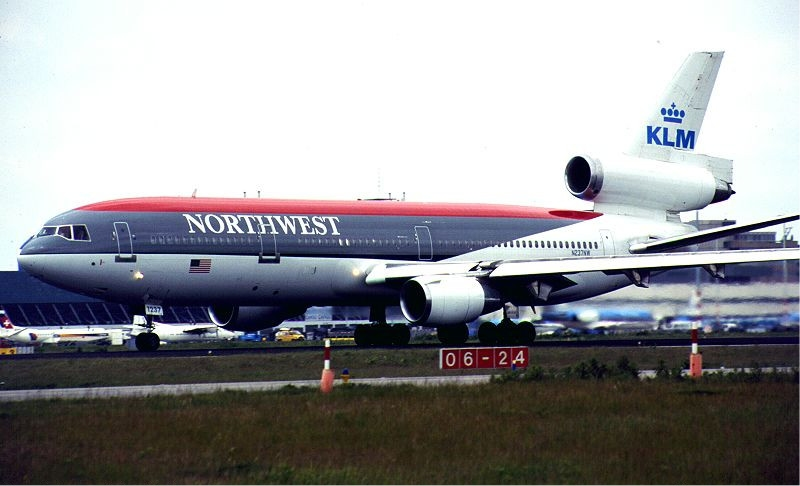
マクドネル・ダグラスDC-10（ノースウエスト航空との連携機材）
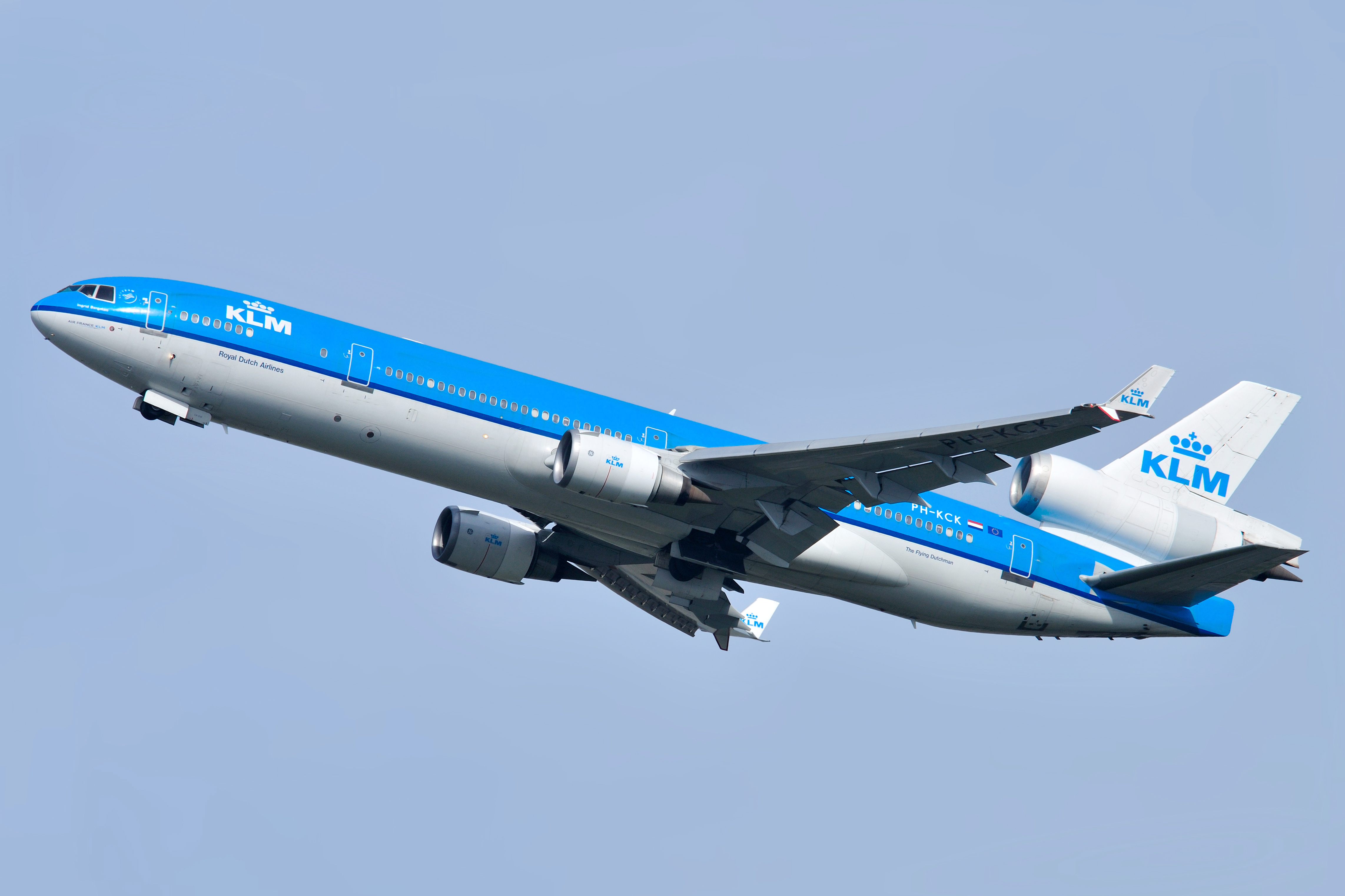
マクドネル・ダグラスMD-11
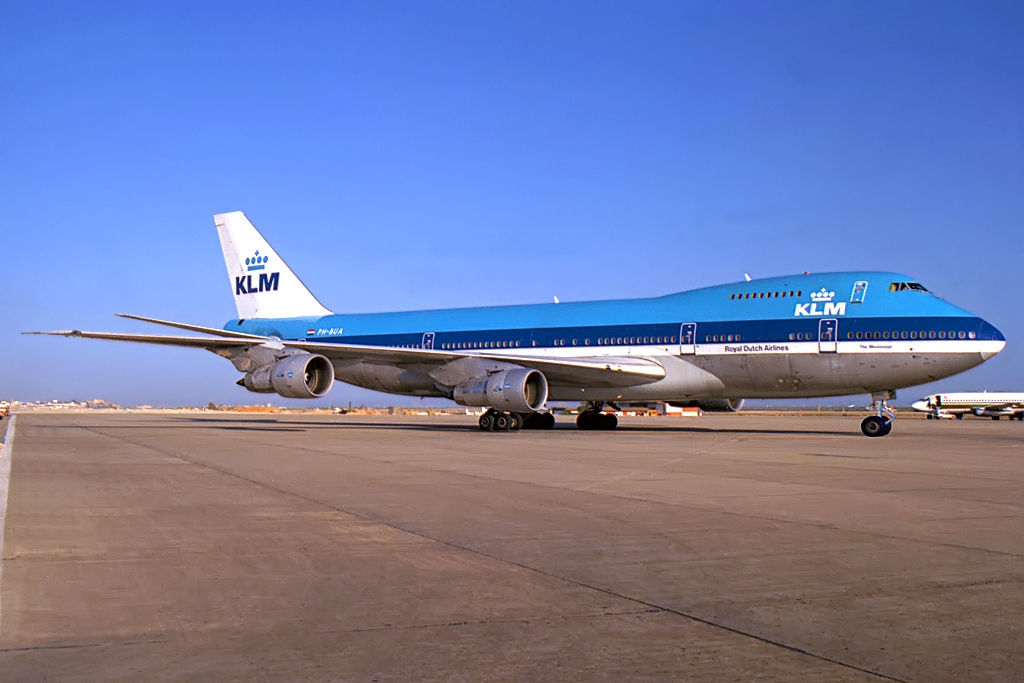
ボーイング747-200B
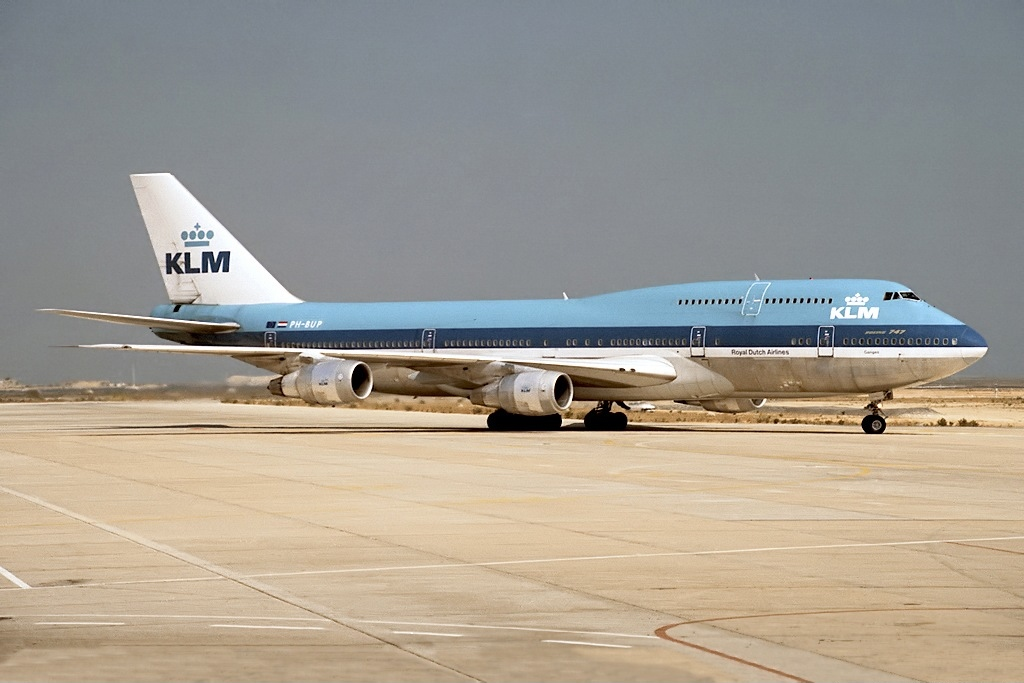
ボーイング747-200B/SUD
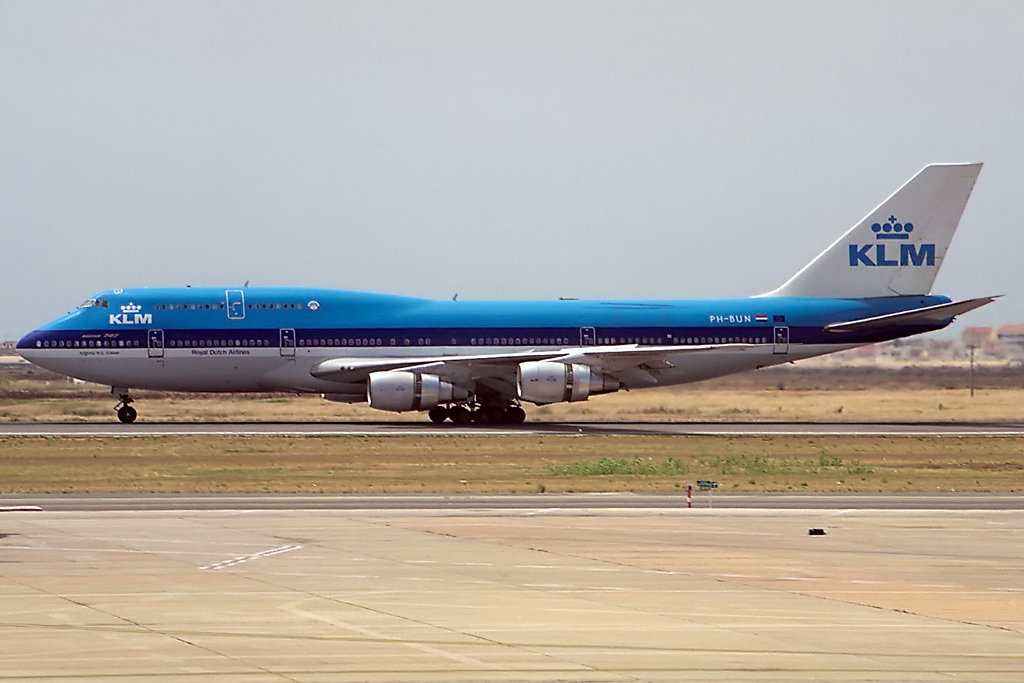
ボーイング747-200BM/SUD
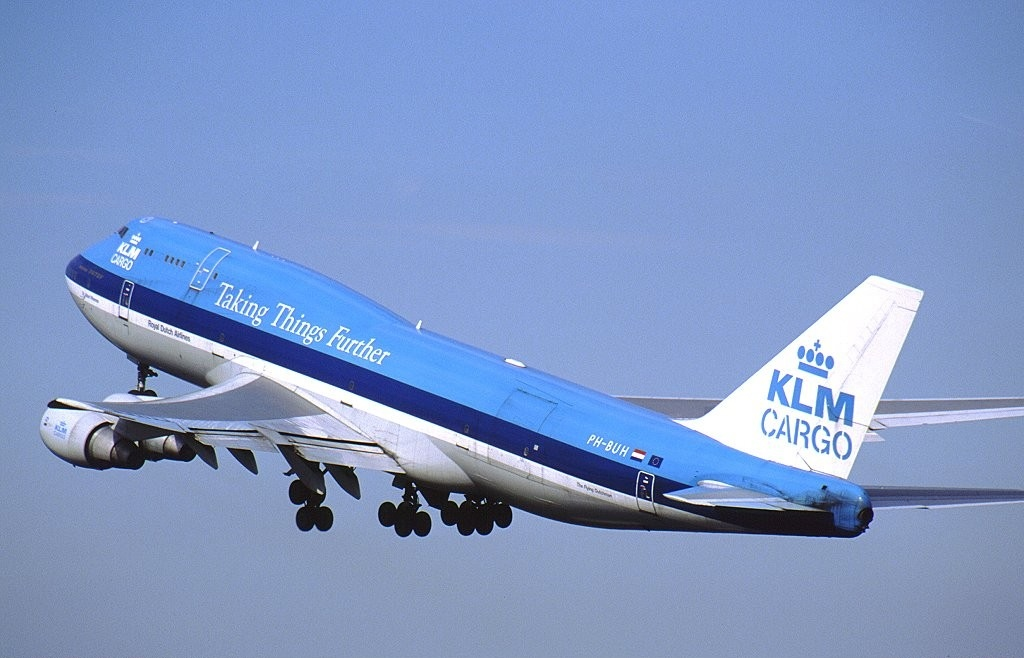
ボーイング747-200F
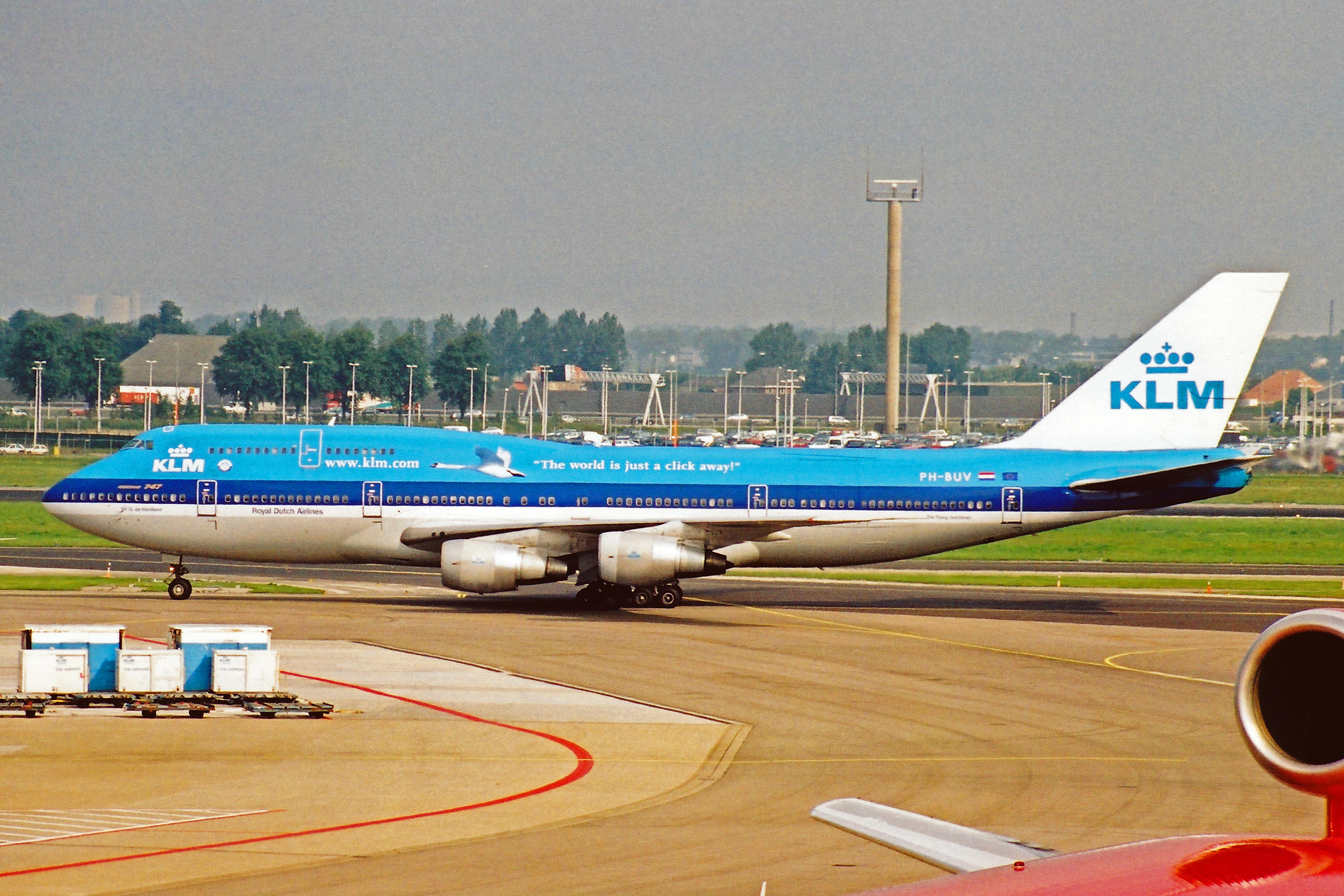
ボーイング747-300M
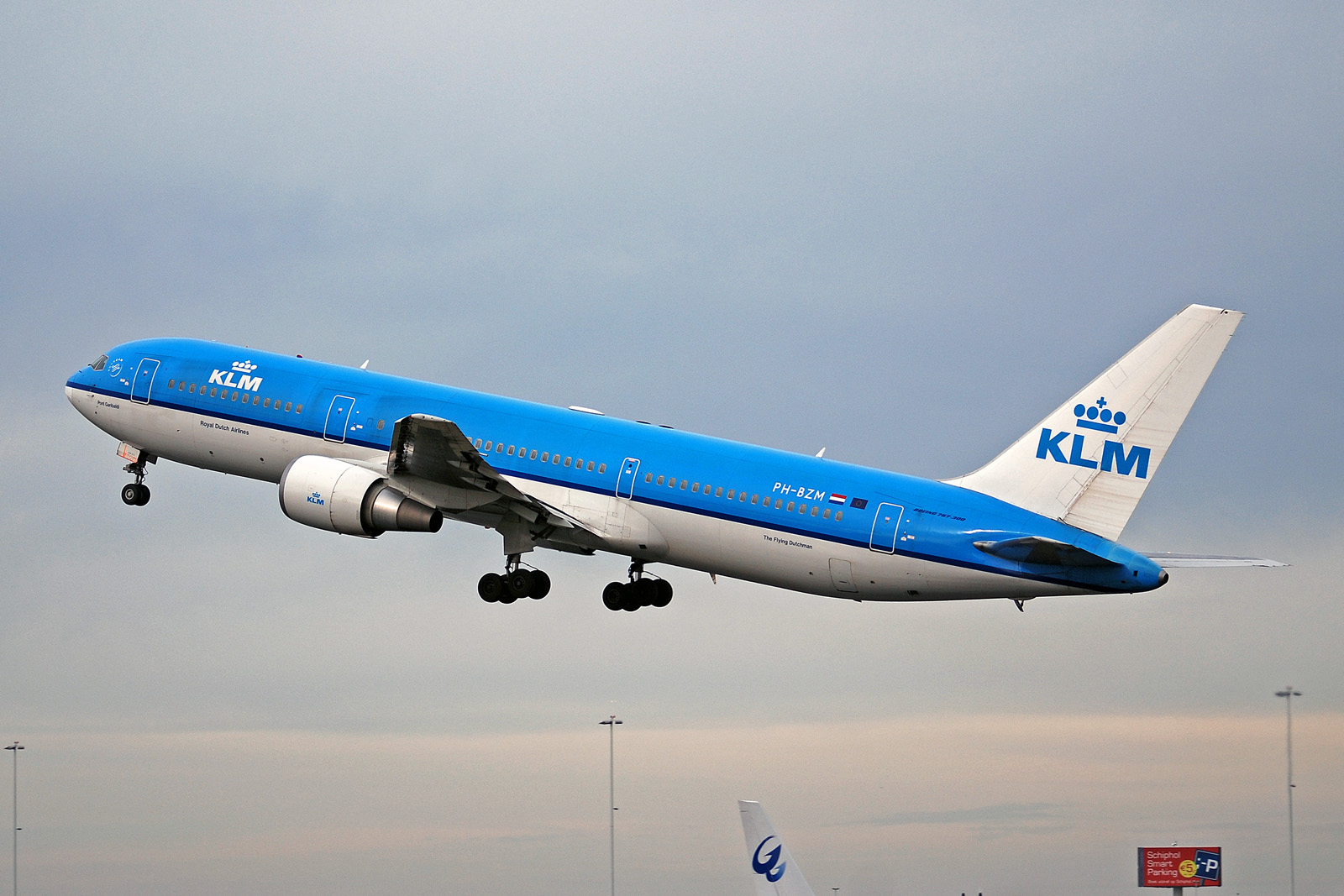
ボーイング767-300ER

## 就航都市
| KLMオランダ航空 就航都市 (2025年5月現在) | KLMオランダ航空 就航都市 (2025年5月現在) | KLMオランダ航空 就航都市 (2025年5月現在)               | KLMオランダ航空 就航都市 (2025年5月現在) | KLMオランダ航空 就航都市 (2025年5月現在) |
| ---------------------------------------- | ---------------------------------------- | ------------------------------------------------------ | ---------------------------------------- | ---------------------------------------- |
| 国                                       | 都市                                     | 空港                                                   | 備考                                     |                                          |
| ヨーロッパ                               |                                          |                                                        |                                          |                                          |
| オランダ                                 | アムステルダム                           | アムステルダム・スキポール空港                         | ハブ空港                                 |                                          |
| オーストリア                             | ウィーン                                 | ウィーン国際空港                                       | 焦点都市                                 |                                          |
| ベルギー                                 | ブリュッセル                             | ブリュッセル国際空港                                   |                                          |                                          |
| チェコ                                   | プラハ                                   | ルズィニエ国際空港                                     |                                          |                                          |
| デンマーク                               | コペンハーゲン                           | コペンハーゲン国際空港                                 |                                          |                                          |
| デンマーク                               | ビルン                                   | ビルン空港                                             |                                          |                                          |
| フィンランド                             | ヘルシンキ                               | ヘルシンキ・ヴァンター国際空港                         |                                          |                                          |
| フィンランド                             | キッティラ                               | キッティラ空港                                         | 2025年11月23日より運航開始予定           |                                          |
| フランス                                 | パリ                                     | シャルル・ド・ゴール国際空港                           |                                          |                                          |
| フランス                                 | リヨン                                   | サン＝テグジュペリ国際空港                             |                                          |                                          |
| フランス                                 | トゥールーズ                             | トゥールーズ・ブラニャック国際空港                     |                                          |                                          |
| フランス                                 | ボルドー                                 | メリニャック空港                                       |                                          |                                          |
| フランス                                 | マルセイユ                               | マルセイユ・プロヴァンス空港                           |                                          |                                          |
| ドイツ                                   | フランクフルト                           | フランクフルト空港                                     |                                          |                                          |
| ドイツ                                   | ベルリン                                 | ベルリン・テーゲル空港                                 |                                          |                                          |
| ドイツ                                   | ブレーメン                               | ブレーメン空港                                         |                                          |                                          |
| ドイツ                                   | ケルン                                   | ケルン・ボン空港                                       |                                          |                                          |
| ドイツ                                   | デュッセルドルフ                         | デュッセルドルフ空港                                   |                                          |                                          |
| ドイツ                                   | ハンブルク                               | ハンブルク国際空港                                     |                                          |                                          |
| ドイツ                                   | ハノーファー                             | ハノーファー空港                                       |                                          |                                          |
| ドイツ                                   | ミュンヘン                               | ミュンヘン国際空港                                     |                                          |                                          |
| ドイツ                                   | ニュルンベルク                           | ニュルンベルク空港                                     |                                          |                                          |
| ドイツ                                   | シュトゥットガルト                       | シュトゥットガルト空港                                 |                                          |                                          |
| ギリシャ                                 | アテネ                                   | アテネ国際空港                                         |                                          |                                          |
| イタリア                                 | ミラノ                                   | ミラノ・マルペンサ国際空港                             |                                          |                                          |
| イタリア                                 | ミラノ                                   | ミラノ・リナーテ国際空港                               |                                          |                                          |
| イタリア                                 | ローマ                                   | フィウミチーノ空港                                     |                                          |                                          |
| イタリア                                 | ボローニャ                               | グリエルモ・マルコーニ国際空港                         |                                          |                                          |
| イタリア                                 | ヴェネツィア                             | ヴェネツィア・テッセラ空港                             |                                          |                                          |
| ルクセンブルク                           | ルクセンブルク                           | ルクセンブルク＝フィンデル空港                         |                                          |                                          |
| ノルウェー                               | オスロ                                   | オスロ空港                                             |                                          |                                          |
| ノルウェー                               | ベルゲン                                 | ベルゲン空港                                           |                                          |                                          |
| ノルウェー                               | クリスチャンサン                         | クリスチャンサン空港                                   |                                          |                                          |
| ノルウェー                               | サンデフィヨルド                         | サンデフィヨルド空港                                   |                                          |                                          |
| ノルウェー                               | スタヴァンゲル                           | スタヴァンゲル空港                                     |                                          |                                          |
| ノルウェー                               | トロンハイム                             | トロンハイム空港                                       |                                          |                                          |
| ポーランド                               | ワルシャワ                               | ワルシャワ・フレデリック・ショパン空港                 |                                          |                                          |
| ポルトガル                               | リスボン                                 | ポルテラ空港                                           |                                          |                                          |
| ルーマニア                               | ブカレスト                               | アンリ・コアンダ国際空港                               |                                          |                                          |
| ロシア                                   | サンクトペテルブルク                     | プルコヴォ空港                                         |                                          |                                          |
| ロシア                                   | モスクワ                                 | シェレメーチエヴォ国際空港                             |                                          |                                          |
| スペイン                                 | マドリード                               | アドルフォ・スアレス・マドリード＝バラハス空港         |                                          |                                          |
| スペイン                                 | バルセロナ                               | バルセロナ・エル・プラット国際空港                     |                                          |                                          |
| スウェーデン                             | ストックホルム                           | ストックホルム・アーランダ空港                         |                                          |                                          |
| スウェーデン                             | ヨーテボリ                               | ランドヴェッテル空港                                   |                                          |                                          |
| スウェーデン                             | リンシェーピン                           | リンチェピング・サーブ空港                             |                                          |                                          |
| スイス                                   | チューリッヒ                             | チューリッヒ空港                                       |                                          |                                          |
| スイス                                   | ジュネーヴ                               | ジュネーヴ・コアントラン国際空港                       |                                          |                                          |
| イギリス                                 | ロンドン                                 | ロンドン・ヒースロー空港                               |                                          |                                          |
| イギリス                                 | バーミンガム                             | バーミンガム国際空港                                   |                                          |                                          |
| イギリス                                 | アバディーン                             | アバディーン空港                                       |                                          |                                          |
| イギリス                                 | ブリストル                               | ブリストル・フィルトン空港                             |                                          |                                          |
| イギリス                                 | カーディフ                               | カーディフ空港                                         |                                          |                                          |
| イギリス                                 | エディンバラ                             | エディンバラ空港                                       |                                          |                                          |
| イギリス                                 | グラスゴー                               | グラスゴー国際空港                                     |                                          |                                          |
| イギリス                                 | グラスゴー                               | ハンバーサイド空港                                     |                                          |                                          |
| イギリス                                 | リーズ                                   | リーズ・ブラッドフォード国際空港                       |                                          |                                          |
| イギリス                                 | リバプール                               | リバプール・ジョン・レノン空港                         |                                          |                                          |
| イギリス                                 | マンチェスター                           | マンチェスター空港                                     |                                          |                                          |
| イギリス                                 | ニューカッスル                           | ニューカッスル国際空港                                 |                                          |                                          |
| イギリス                                 | ノーリッチ                               | ノーリッチ国際空港                                     |                                          |                                          |
| イギリス                                 | ダラム                                   | ダラム・ティーズ・バレー空港                           |                                          |                                          |
| ウクライナ                               | キエフ                                   | ボルィースピリ国際空港                                 |                                          |                                          |
| トルコ                                   | イスタンブール                           | イスタンブール空港                                     |                                          |                                          |
| アフリカ                                 |                                          |                                                        |                                          |                                          |
| アンゴラ                                 | ルアンダ                                 | クアトロ・デ・フェベレイロ空港                         |                                          |                                          |
| エジプト                                 | カイロ                                   | カイロ国際空港                                         |                                          |                                          |
| ガーナ                                   | アクラ                                   | コトカ国際空港                                         |                                          |                                          |
| ケニア                                   | ナイロビ                                 | ジョモ・ケニヤッタ国際空港                             |                                          |                                          |
| リビア                                   | トリポリ                                 | トリポリ国際空港                                       |                                          |                                          |
| ナイジェリア                             | ラゴス                                   | ムルタラ・モハンマド国際空港                           |                                          |                                          |
| 南アフリカ共和国                         | ケープタウン                             | ケープタウン国際空港                                   |                                          |                                          |
| 南アフリカ共和国                         | ヨハネスブルグ                           | ヨハネスブルグ国際空港                                 |                                          |                                          |
| ナミビア                                 | ウィンドフック                           | ウィンドフック・ホセア・クタコ国際空港                 | [ 25 ]                                   |                                          |
| タンザニア                               | ダルエスサラーム                         | ジュリウス・ニエレレ国際空港                           |                                          |                                          |
| タンザニア                               | キリマンジャロ                           | キリマンジャロ国際空港                                 |                                          |                                          |
| ウガンダ                                 | エンテベ                                 | エンテベ国際空港                                       |                                          |                                          |
| 東アジア                                 |                                          |                                                        |                                          |                                          |
| 日本                                     | 東京                                     | 成田国際空港                                           |                                          |                                          |
| 日本                                     | 大阪                                     | 関西国際空港                                           |                                          |                                          |
| 韓国                                     | ソウル                                   | 仁川国際空港                                           |                                          |                                          |
| 台湾                                     | 台北                                     | 台湾桃園国際空港                                       |                                          |                                          |
| 香港                                     | 香港                                     | 香港国際空港                                           |                                          |                                          |
| 中国                                     | 北京                                     | 北京首都国際空港                                       |                                          |                                          |
| 中国                                     | 上海                                     | 上海浦東国際空港                                       |                                          |                                          |
| 中国                                     | 成都                                     | 成都双流国際空港                                       |                                          |                                          |
| 中国                                     | 杭州                                     | 杭州蕭山国際空港                                       |                                          |                                          |
| 中国                                     | 厦門                                     | 厦門高崎国際空港                                       |                                          |                                          |
| 中央アジア                               |                                          |                                                        |                                          |                                          |
| カザフスタン                             | アルマトイ                               | アルマトイ国際空港                                     |                                          |                                          |
| カザフスタン                             | アスタナ                                 | アスタナ国際空港                                       |                                          |                                          |
| 南アジア                                 |                                          |                                                        |                                          |                                          |
| インド                                   | デリー                                   | インディラ・ガンディー国際空港                         |                                          |                                          |
| インド                                   | ムンバイ                                 | チャットラパティー・シヴァージー国際空港               | [ 26 ]                                   |                                          |
| インド                                   | バンガロール                             | ケンペゴウダ国際空港                                   | [ 27 ]                                   |                                          |
| 東南アジア                               |                                          |                                                        |                                          |                                          |
| インドネシア                             | ジャカルタ                               | スカルノ・ハッタ国際空港                               |                                          |                                          |
| インドネシア                             | バリ島                                   | ングラ・ライ国際空港                                   |                                          |                                          |
| マレーシア                               | クアラルンプール                         | クアラルンプール国際空港                               |                                          |                                          |
| フィリピン                               | マニラ                                   | ニノイ・アキノ国際空港                                 |                                          |                                          |
| シンガポール                             | シンガポール                             | シンガポール・チャンギ国際空港                         |                                          |                                          |
| タイ                                     | バンコク                                 | スワンナプーム国際空港                                 |                                          |                                          |
| 西アジア                                 |                                          |                                                        |                                          |                                          |
| アラブ首長国連邦                         | ドバイ                                   | ドバイ国際空港                                         |                                          |                                          |
| アラブ首長国連邦                         | アブダビ                                 | アブダビ国際空港                                       |                                          |                                          |
| クウェート                               | クウェート                               | クウェート国際空港                                     |                                          |                                          |
| イスラエル                               | テルアビブ                               | ベン・グリオン国際空港                                 |                                          |                                          |
| サウジアラビア                           | ダンマーム                               | キング・ファハド国際空港                               |                                          |                                          |
| オマーン                                 | マスカット                               | マスカット国際空港                                     |                                          |                                          |
| イラン                                   | テヘラン                                 | エマーム・ホメイニー国際空港                           |                                          |                                          |
| バーレーン                               | マナーマ                                 | バーレーン国際空港                                     |                                          |                                          |
| 西インド諸島                             |                                          |                                                        |                                          |                                          |
| オランダ領アンティル                     | シント・マールテン                       | プリンセス・ジュリアナ国際空港                         |                                          |                                          |
| オランダ領アンティル                     | ボネール島                               | フラミンゴ空港                                         |                                          |                                          |
| オランダ領アンティル                     | ボネール島                               | ハト国際空港                                           |                                          |                                          |
| キューバ                                 | ハバナ                                   | ホセ・マルティ国際空港                                 |                                          |                                          |
| バルバドス                               | ブリッジタウン                           | グラントレー・アダムス国際空港                         | 2025年10月26日より運航再開予定 季節運航  |                                          |
| 中央アメリカ                             |                                          |                                                        |                                          |                                          |
| コスタリカ                               | サン・ホセ                               | フアン・サンタマリーア国際空港                         | [ 26 ]                                   |                                          |
| パナマ                                   | パナマ                                   | トクメン国際空港                                       |                                          |                                          |
| 北アメリカ                               |                                          |                                                        |                                          |                                          |
| カナダ                                   | トロント                                 | トロント・ピアソン国際空港                             |                                          |                                          |
| カナダ                                   | モントリオール                           | モントリオール・ピエール・エリオット・トルドー国際空港 |                                          |                                          |
| カナダ                                   | バンクーバー                             | バンクーバー国際空港                                   |                                          |                                          |
| カナダ                                   | カルガリー                               | カルガリー国際空港                                     |                                          |                                          |
| カナダ                                   | エドモントン                             | エドモントン国際空港                                   |                                          |                                          |
| アメリカ合衆国                           | アトランタ                               | ハーツフィールド・ジャクソン・アトランタ国際空港       |                                          |                                          |
| アメリカ合衆国                           | シカゴ                                   | シカゴ・オヘア国際空港                                 |                                          |                                          |
| アメリカ合衆国                           | ミネアポリス                             | ミネアポリス・セントポール国際空港                     |                                          |                                          |
| アメリカ合衆国                           | ヒューストン                             | ジョージ・ブッシュ・インターコンチネンタル空港         |                                          |                                          |
| アメリカ合衆国                           | ロサンゼルス                             | ロサンゼルス国際空港                                   |                                          |                                          |
| アメリカ合衆国                           | ニューヨーク                             | ジョン・F・ケネディ国際空港                            |                                          |                                          |
| アメリカ合衆国                           | サンフランシスコ                         | サンフランシスコ国際空港                               |                                          |                                          |
| アメリカ合衆国                           | ワシントンD.C.                           | ワシントン・ダレス国際空港                             |                                          |                                          |
| アメリカ合衆国                           | マイアミ                                 | マイアミ国際空港                                       |                                          |                                          |
| アメリカ合衆国                           | サンディエゴ                             | サンディエゴ国際空港                                   |                                          |                                          |
| メキシコ                                 | メキシコシティ                           | メキシコ・シティ国際空港                               |                                          |                                          |
| 南アメリカ                               |                                          |                                                        |                                          |                                          |
| アルゼンチン                             | ブエノスアイレス                         | エセイサ国際空港                                       |                                          |                                          |
| ブラジル                                 | サンパウロ                               | グアルーリョス国際空港                                 |                                          |                                          |
| ブラジル                                 | リオデジャネイロ                         | アントニオ・カルロス・ジョビン国際空港                 |                                          |                                          |
| ブラジル                                 | フォルタレザ                             | ピント・マルチンス国際空港                             | [ 29 ]                                   |                                          |
| ペルー                                   | リマ                                     | ホルヘ・チャベス国際空港                               |                                          |                                          |
| チリ                                     | サンティアゴ・デ・チレ                   | アルトゥーロ・メリノ・ベニテス国際空港                 |                                          |                                          |
| コロンビア                               | ボゴタ                                   | エルドラド国際空港                                     |                                          |                                          |
| コロンビア                               | カルタヘナ                               | ラファエル・ヌニェス国際空港                           | [ 30 ]                                   |                                          |
| エクアドル                               | キト                                     | マリスカル・スクレ国際空港                             |                                          |                                          |
| エクアドル                               | グアヤキル                               | ホセ・ホアキン・デ・オルメード国際空港                 |                                          |                                          |
| スリナム                                 | パラマリボ                               | ヨハン・ペンヘル国際空港                               |                                          |                                          |
| 休・廃止路線                             |                                          |                                                        |                                          |                                          |
| 日本                                     | 東京                                     | 東京国際空港                                           | 成田へ置き換え                           |                                          |
| 日本                                     | 福岡                                     | 福岡空港                                               | 運休中                                   |                                          |
| 日本                                     | 名古屋                                   | 名古屋飛行場                                           |                                          |                                          |
| 日本                                     | 札幌                                     | 新千歳空港                                             | 経由のみ                                 |                                          |
| 韓国                                     | 釜山                                     | 金海国際空港(2015年10月26日-2016年1月4日, 福岡経由)    |                                          |                                          |
| フィリピン                               | セブ島                                   | マクタン・セブ国際空港                                 |                                          |                                          |
| カタール                                 | ドーハ                                   | ハマド国際空港                                         | [ 32 ]                                   |                                          |
| エチオピア                               | アディスアベバ                           | ボレ国際空港                                           | [ 33 ]                                   |                                          |
| モーリシャス                             | ポートルイス                             | サー・シウサガル・ラングーラム国際空港                 | [ 34 ]                                   |                                          |
| ナイジェリア                             | アブジャ                                 | ンナムディ・アジキウェ国際空港                         |                                          |                                          |
| ナイジェリア                             | トリポリ                                 | アミヌ・カノ国際空港                                   |                                          |                                          |
| リベリア                                 | モンロビア                               | ロバーツ国際空港                                       | [ 26 ] [ 35 ]                            |                                          |
| シエラレオネ                             | フリータウン                             | ルンギ国際空港                                         | [ 26 ] [ 35 ]                            |                                          |
| スーダン                                 | ハルツーム                               | ハルツーム国際空港                                     | [ 33 ]                                   |                                          |
| アメリカ合衆国                           | ダラス                                   | ダラス・フォートワース国際空港                         |                                          |                                          |

## 日本との関係

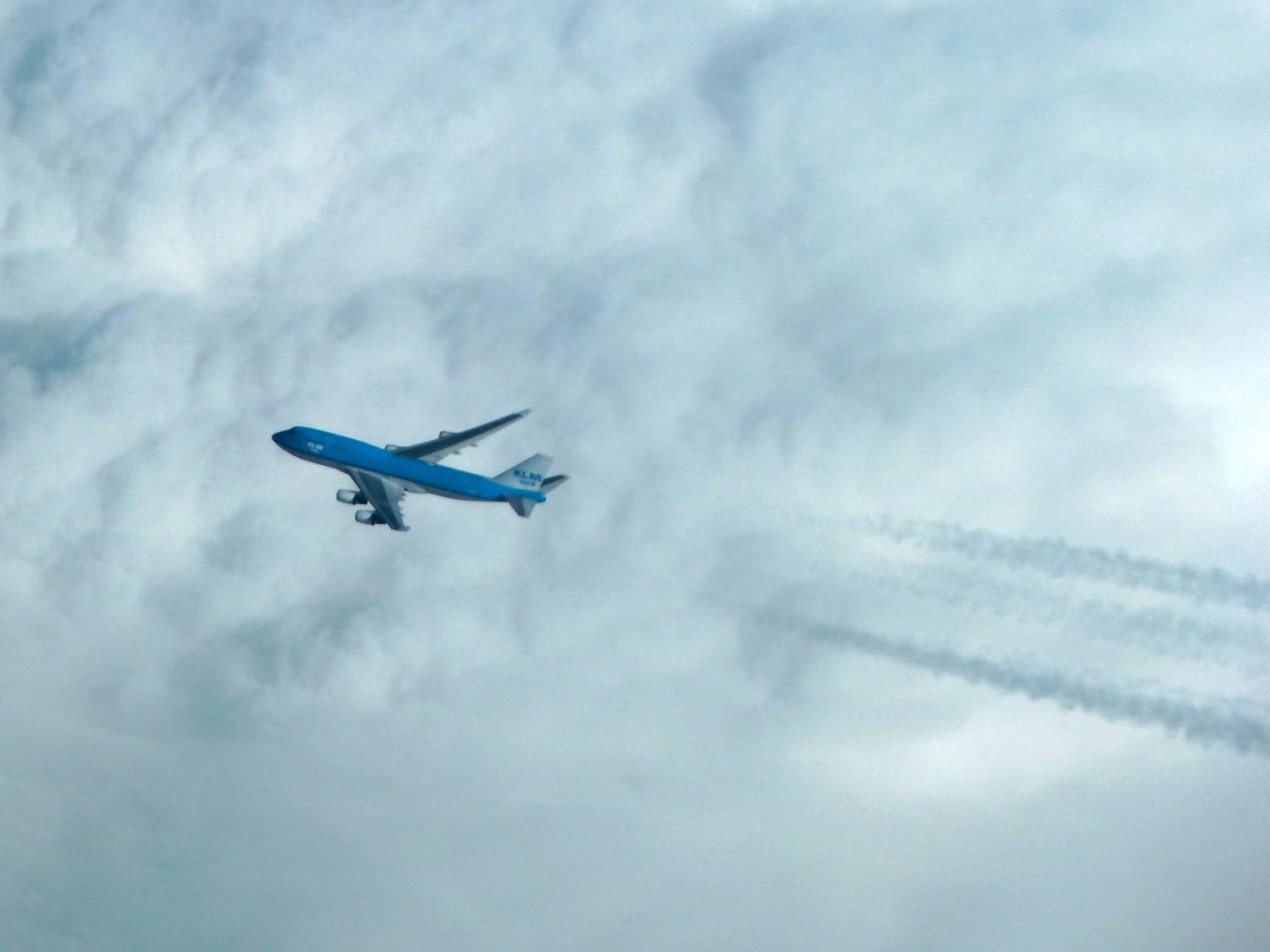
アムステルダムに向けて東北地方上空を飛行するボーイング747-400型機

### 運航便
2025年3月現在。エールフランス、スカンジナビア航空とコードシェアを実施している。
| 便名       | 路線           | 路線         | 機材                                                                              |
| ---------- | -------------- | ------------ | --------------------------------------------------------------------------------- |
| KL861/862  | アムステルダム | 東京/成田    | ボーイング777-200ER                                                               |
| KL867/868  | アムステルダム | 大阪/関西    | ボーイング787-9                                                                   |
| 過去の路線 |                |              |                                                                                   |
|            | アムステルダム | 福岡         | 2013年4月就航。路線状況の悪化、為替レートの悪化を理由に、2016年1月4日もって運休。 |
|            | アムステルダム | 札幌/新千歳  | 名古屋-アムステルダムの経由地になっていた。2002年撤退                             |
|            | アムステルダム | 名古屋飛行場 | 札幌経由で運行していた。2002年撤退                                                |

- 1978年5月20日の成田国際空港開港前は、DC-8やボーイング747-200などを使用して羽田空港に就航していた。それもあり、羽田再就航要望を表明しているが、スカイチームアライアンス内に日本提携先が無いことが影響し、日系エアラインのアムステルダム就航要望が無く、羽田乗り入れは実現していない。そのため、スカイチームの提携先会社がある、上海や仁川､台湾など、アジア拠点移転の動きがある[38]。

### 歴史
- 1951年12月7日、ロッキードL.749コンステレーションを使用して、アムステルダム－羽田線を開設[39]。戦後の日本に乗り入れた６社目の会社となった。マニラなど4地点を経由し、全行程64時間、実飛行時間39時間10分かけて運航していた[40]。
- 1960年代には、他社に先駆けて、日本路線に日本人CAを乗務させ始めた。
- 成田空港の開港に伴い、1978年5月から、羽田発着の全便を成田発着に変更した。
- 1987年3月より、アムステルダム-成田線を直行便化した[40]。
- 1994年、関西国際空港-アムステルダム線を開設
- 2023年9月4日から、成田-アムステルダム線において、一部曜日で運行されていたソウル/仁川を経由する便を廃止して直行便化し、全便直行便とした[41]。同様に2023年10月29日から、週3往復の関空-仁川-アムステルダム線を直行便とした[42]。

## サービス

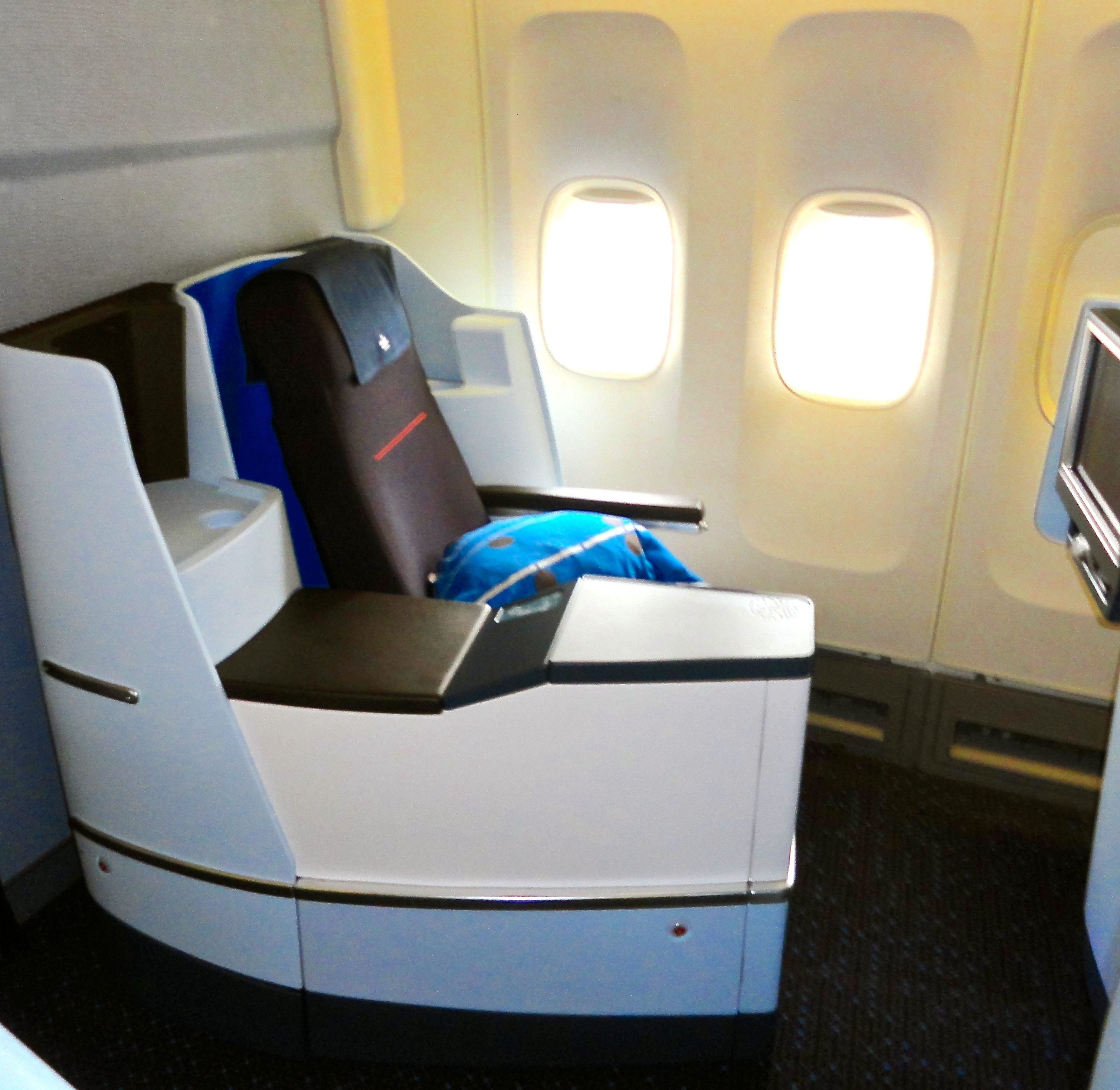
ボーイング747に設置されていたワールドビジネスクラス席

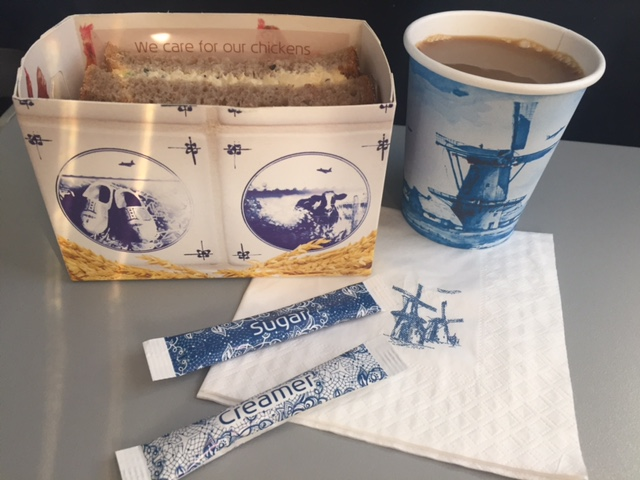
エコノミークラスで提供される機内食

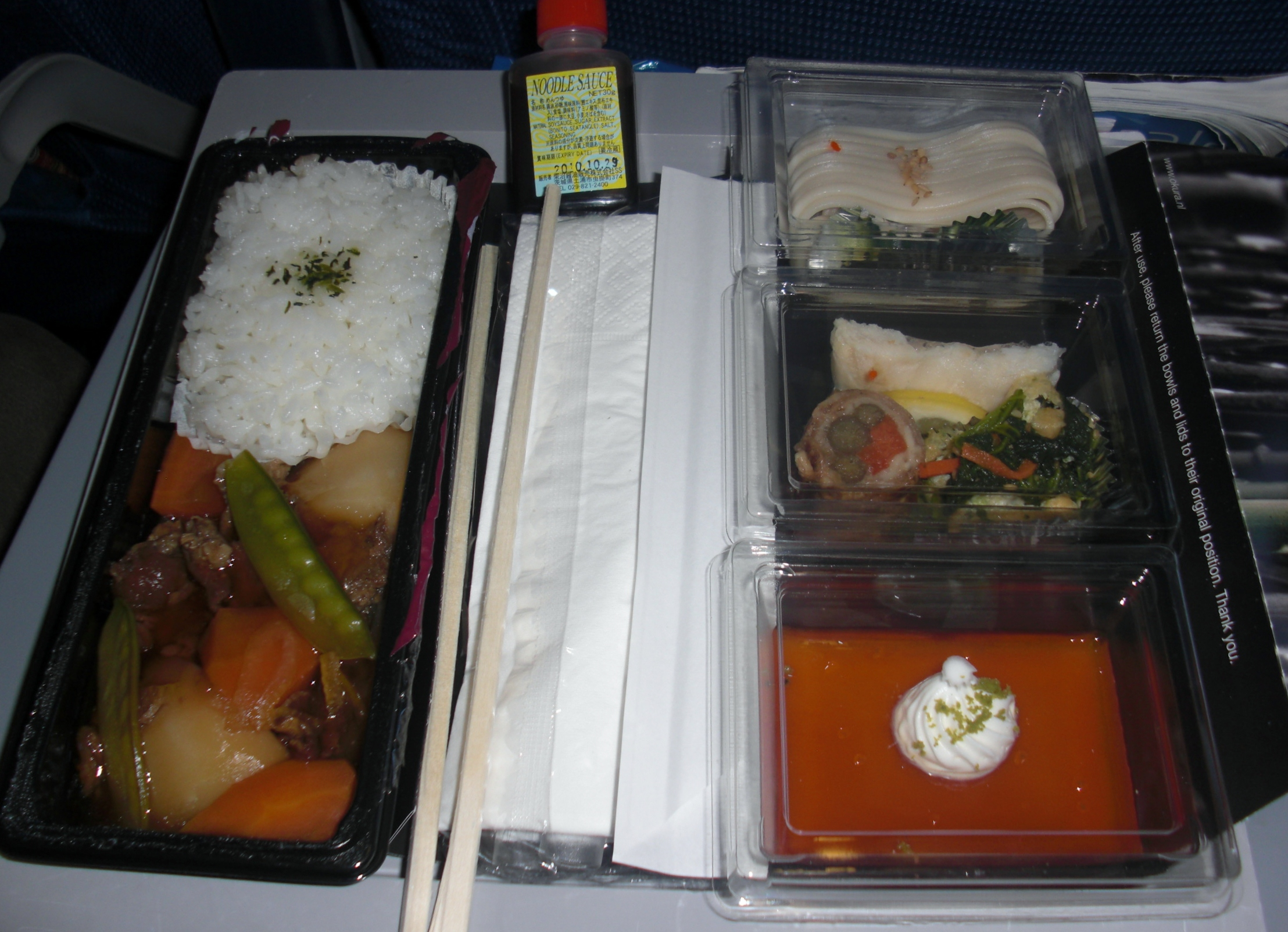
日本路線で提供される和食

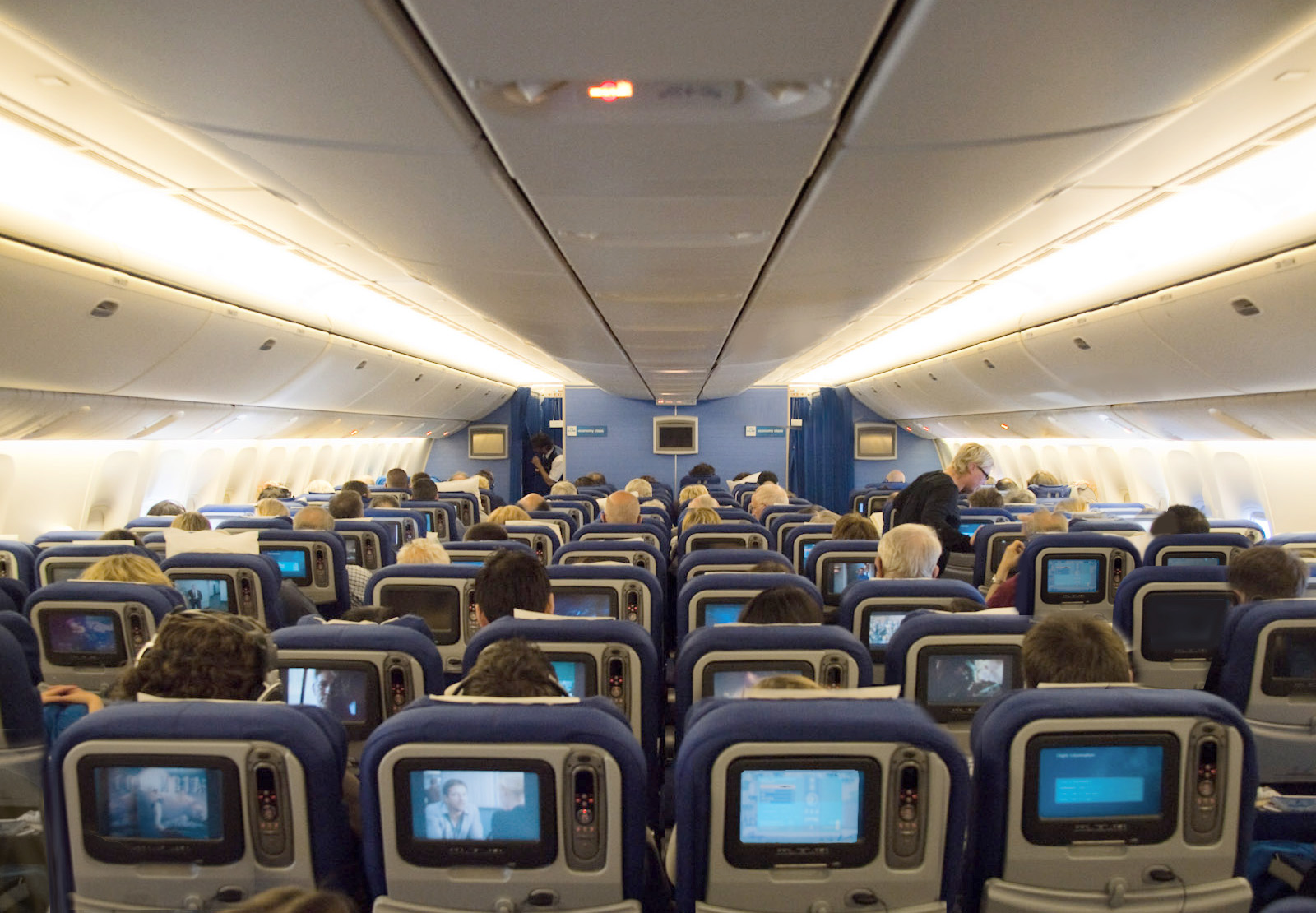
ボーイング777-300ERのエコノミークラス

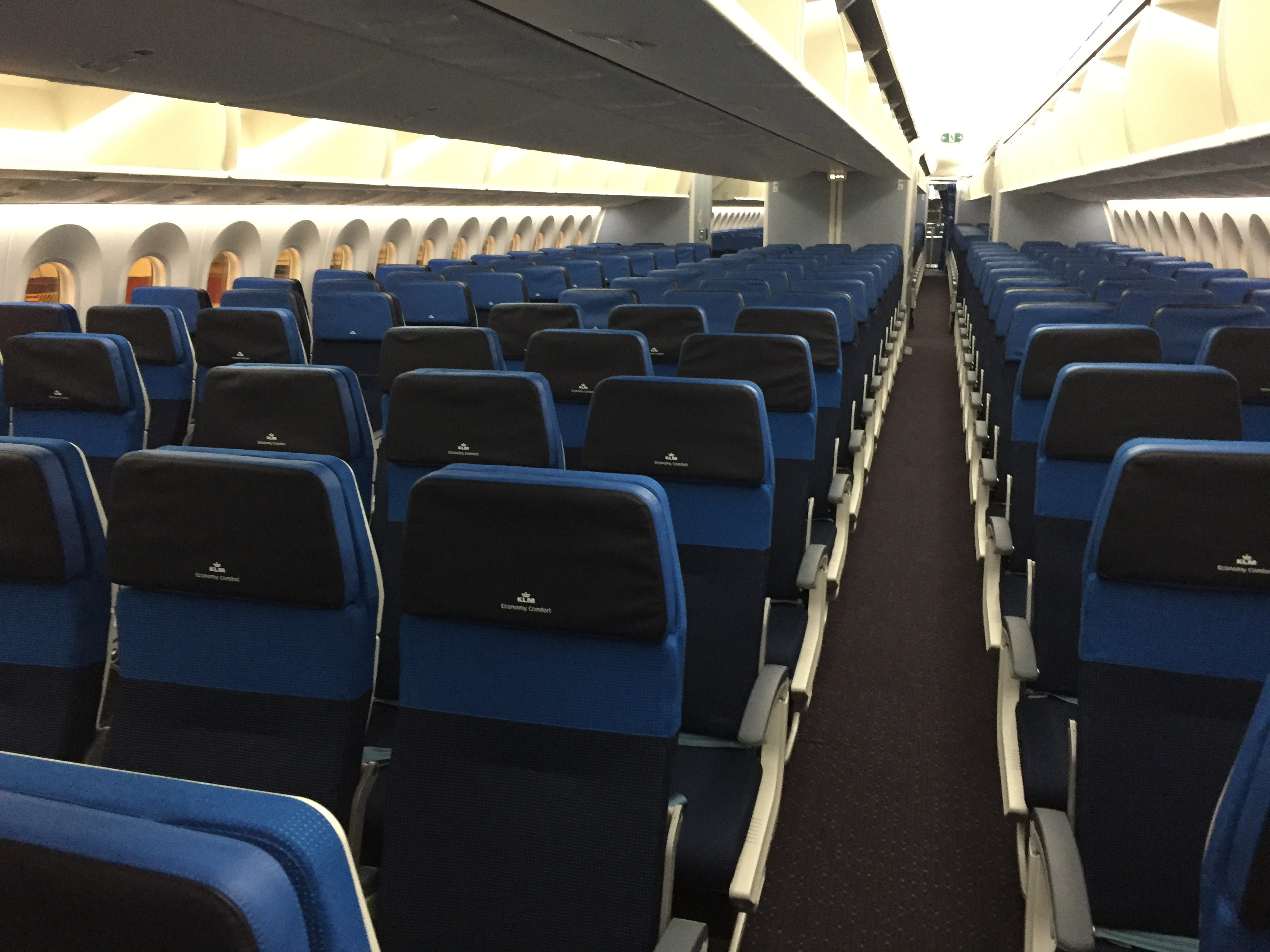
ボーイング787-9のエコノミークラス

### 機内サービス
長距離路線ではビジネスクラス「ワールドビジネスクラス」、エコノミークラスの2クラス制。ヨーロッパ域内路線ではビジネスクラス「ヨーロッパビジネスクラス」とエコノミークラスの2クラス制をとる。全機種のエコノミークラスには、足元の広い「エコノミー・コンフォートゾーン」が搭載されている（ファーストクラス「ロイヤルクラス」は1996年ノースウエスト航空と同時に導入されたワールドビジネスクラスの導入により廃止）。
日本路線の機内食の特徴として、ホテルオークラ・アムステルダムの和食を搭乗クラスに関係なく提供し、日本人旅客へのサービスを図っていることがある。
- KLMオリジナルギフト（ワールドビジネスクラスのみで提供) - オランダ伝統の陶器、デルフト陶器の「ミニチュアハウス」40年以上続く人気のプレゼントで、中にはイェネーバ（蘭: jenever、オランダ・ジン）が入っている。陶器は現在88種類で、毎年1-2種が新規追加されている。
- エンターテインメント - ボーイング777型機・ボーイング787型機では各座席にスクリーンが設置されており、映画やニュース番組のほか、音楽プログラムがある。また、ボーイング777-300ERの一部機体では機内無線LAN（Wi-Fi）サービスを開始している。
- 機内誌・機内販売 - 機内誌は「Holland Herald」（英語版のみ）。また、アクセサリー、香水、化粧品などの免税品をはじめ、メンズ向けのグッズなども機内で注文した商品を自宅へ配送するホームデリバリーサービスを提供する。
- アメネティキット（ワールドビジネスクラスのみ）には洗顔用具、機内用靴下、アイマスクが入っている。スリッパも機内でもらえる。

### Flying Blue/フライング・ブルー
エールフランスとKLM共通のマイレージプログラムで、2005年6月6日よりサービスが開始された。
エールフランス、KLMをはじめ、スカイチーム便、提携航空会社やホテル、レンタカー、クレジットカードなどの提携130社以上でマイルの獲得や特典を利用できる。また、獲得したマイルをほかのどの会員にも譲渡できる。さらに同社便・提携会社便の利用回数・距離に応じてアイボリー、シルバー、ゴールド、プラチナの4つの会員となるエリート会員制度を持つ。

### 空港でのサービス
KLMのハブ空港であるアムステルダムのアムステルダム・スキポール空港は、乗り継ぎの簡単さ(ワンターミナルコンセプト)を重視しており、過去にベストエアポートとしての受賞歴もある。日本からスルーチェックインを済ませた客が、フライトの待ち時間にオランダへの一時観光入国をできるようにもなっている。
アムステルダム・スキポール空港のクラウン・ラウンジは近年リニューアルされた。

## KLMアジア

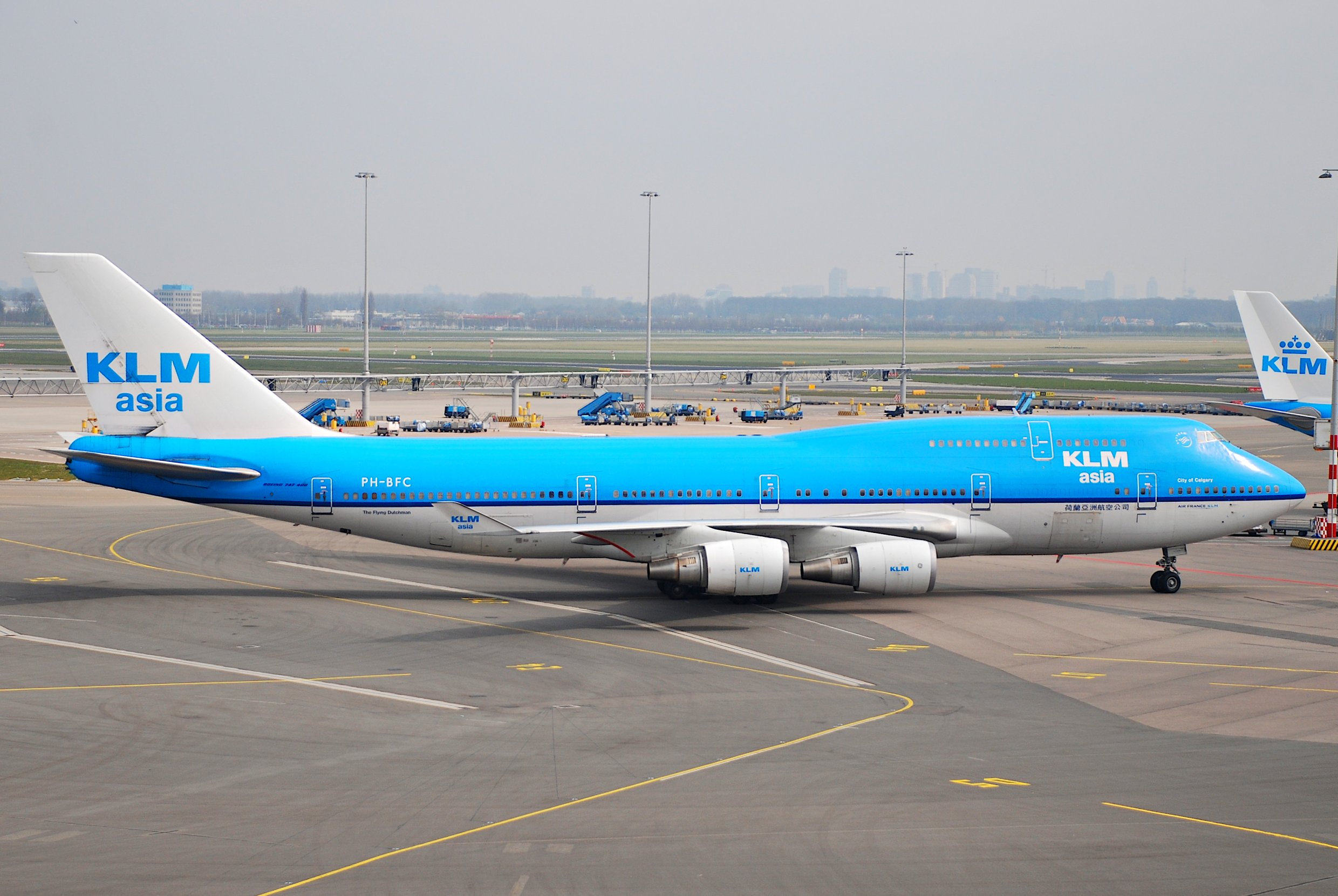
KLMアジア

KLMには傘下にKLMアジアというかつての日本アジア航空に似た会社が存在する。これは台湾及び中国双方に路線を持つことに対する政府圧力が背景にあったからである。これと同じくしてヨーロッパ各国のフラッグキャリアはアジアという名称を付けるなどして別会社の設立や別会社を装った便名で運航していたが直接運航の認可によりすべて消滅（もっとも、KLM以外は路線自体が消滅）、ただしKLMアジアのみKL便として現在も運航している。当時KLMアジアとして使用されていた機材の一部は、「KLM Asia」のロゴをまとったまま使用されているが、のちに導入したボーイング777-300ERでも「KLM Asia」のロゴが新塗装として2機(機体番号：PH-BVB、PH-BVC)在籍し、時より成田線へ乗り入れるほか、上海線などのアジア路線に就航している。

## その他
- 同社のウェブサイト(http://www.klm.co.jp) で販売するKLM便エコノミークラス航空券の最安値サービス、ベストプライスギャランティー、というものもある。
- 日本では、かつてフジテレビの「オールスター家族対抗歌合戦」（バンコク旅行、ヨーロッパ周遊旅行）、フジテレビの「オリンピックショウ 地上最大のクイズ」の後期版「ジェットショー 地上最大のクイズ」（世界一周旅行）、フジテレビの「象印スター対抗大乱戦」（バンコク旅行）、テレビ朝日の「象印歌のタイトルマッチ」「象印スターものまね大合戦」（ヨーロッパ周遊旅行）の優勝賞品の海外旅行に協賛していたことでも知られる。
  - BSフジで2016年以降放送されている「オールスター家族対抗歌合戦」のリメイク版でも当社は協賛している。
- フジテレビの世界名作劇場「牧場の少女カトリ」や「トラップ一家物語」の製作にも協力していて、ヨーロッパの風景を忠実に再現していた。最後のタイトル・クレジットにも「協力・KLMオランダ航空」と出ていた。これは、エンディングに5秒間も社名を表示させる事で、ロケスタッフの往復飛行機代金を負担していたものである。
- 松竹映画の「男はつらいよ」シリーズ、「男はつらいよ 寅次郎心の旅路」にも協賛会社としてクレジットされている。この映画が撮影された時にはまだ日本－ウィーンの直行便がなく、映画ではKLMによるアムステルダムにあるアムステルダム・スキポール空港乗り継ぎによるウィーンへの旅程となった。映画の中でもアムステルダム・スキポール空港から柴又の実家へ電話をかけるシーン、KLM機内でのシーン、アムステルダム・スキポール空港を離陸するKLM機のシーンが見られる。オーストリア航空・全日本空輸（ANA）・アエロフロート共同運航による成田－ウィーン便ができたのは映画が公開される1ヶ月前の1989年7月16日のことである。
- このほかの日本での協賛映画としては、1966年に公開された日活映画「風車のある街」がある。
- マイレージサービス Flying Blue が導入される以前は、独自に Flying Dutchman （フライング・ダッチマン）という名称で実施していた。これはあまりにも海への畏れを知らぬ態度故に神の怒りを買い、最後の審判の日まで幽霊船でさまよう宿命を与えられた船長にまつわる伝承（フライング・ダッチマン）に由来する。ただし、日本を含む東アジアでは代わりにノースウエスト航空の「ワールドパークス」が会員を募集することとされていたため、日本人は原則として入会できなかった。
- KLMは「王立」を社名に冠するだけあってオランダ王室のメンバーも専用機として使用するが、現国王のウィレム＝アレクサンダーは皇太子時代から、月2回ほど副業として子会社のKLMシティホッパーでフォッカー70の副操縦士として勤務しており、国王に即位した後も操縦していた。国王は旅客機用の操縦士免許を所有しており、これの維持には定期的な操縦経歴が必要なためである[43][44]。

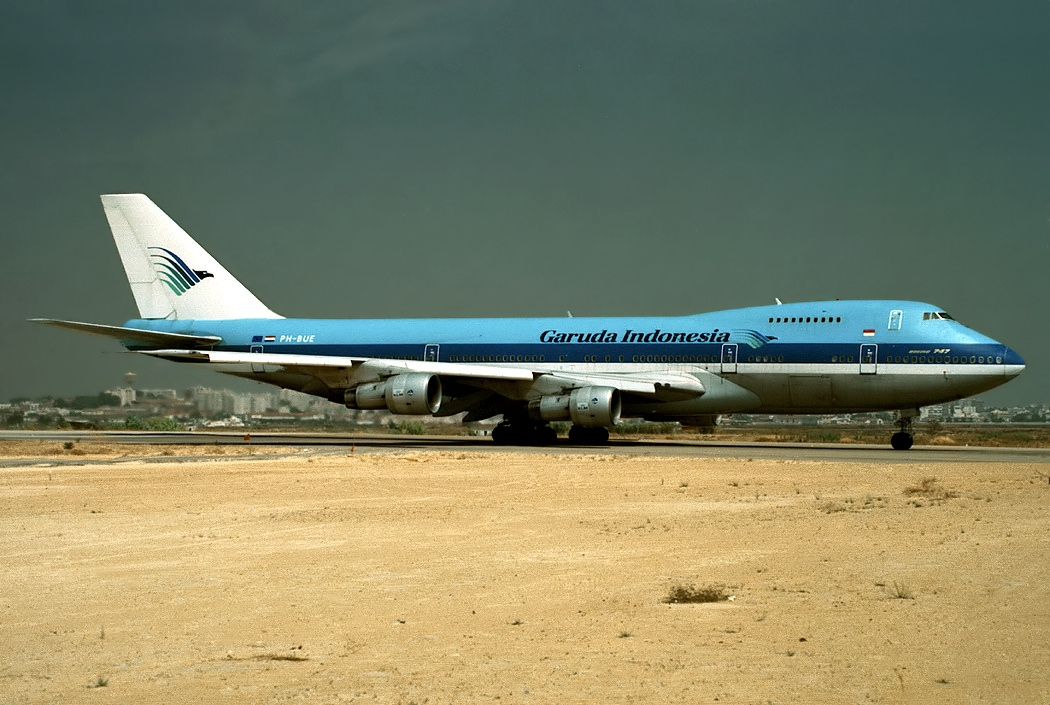
ガルーダ・インドネシア航空の塗装が機体に施されたボーイング747

- 1990年ごろ、かつてオランダの植民地であったインドネシアの航空会社、ガルーダ・インドネシア航空の塗装を機体に施すというイベントが行われた。

## 事件・事故
- 1927年KLMオランダ航空フォッカー F.VIII墜落事故
- 1947年KLMオランダ航空ダグラス DC-3コペンハーゲン墜落事故
- KLMオランダ航空633便墜落事故
- テネリフェ空港ジャンボ機衝突事故
- KLMオランダ航空867便エンジン停止事故
- KLMオランダ航空868便パネル落下事故